# MAN (automobilka)
MAN Nutzfahrzeuge AG (česky MAN užitková vozidla) je německá strojírenská společnost zabývající se výrobou nákladních automobilů a autobusů Neoplan. Je to dceřiná společnost holdingu MAN AG.
MAN Nutzfahrzeuge (MAN užitková vozidla) představuje jednoho z největších výrobců užitkových vozidel. Z původně malé automobilky se stal významný světový podnik mající výrobní závody v Německu, Rakousku, Polsku, Turecku či v Mexiku. Hlavním sídlem je německý Mnichov, kde se nachází také výrobní závod těžkých vozidel a tahačů.

## Historie

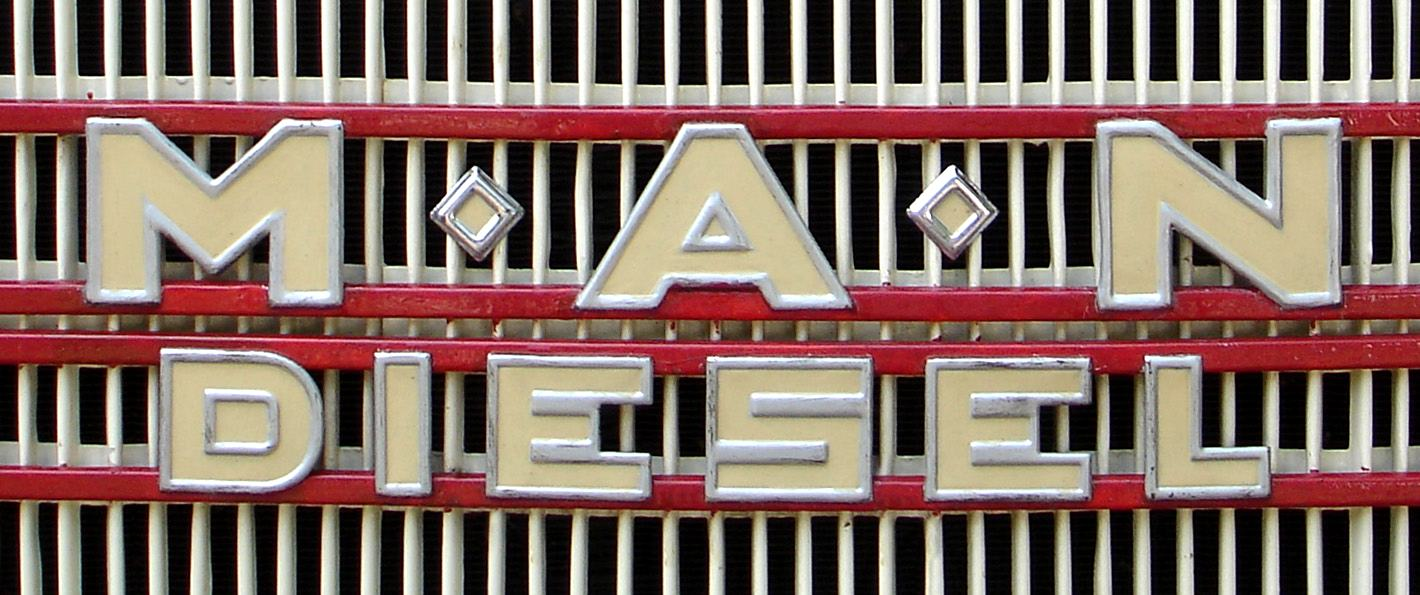
Logo používané na maskách do roku 1972

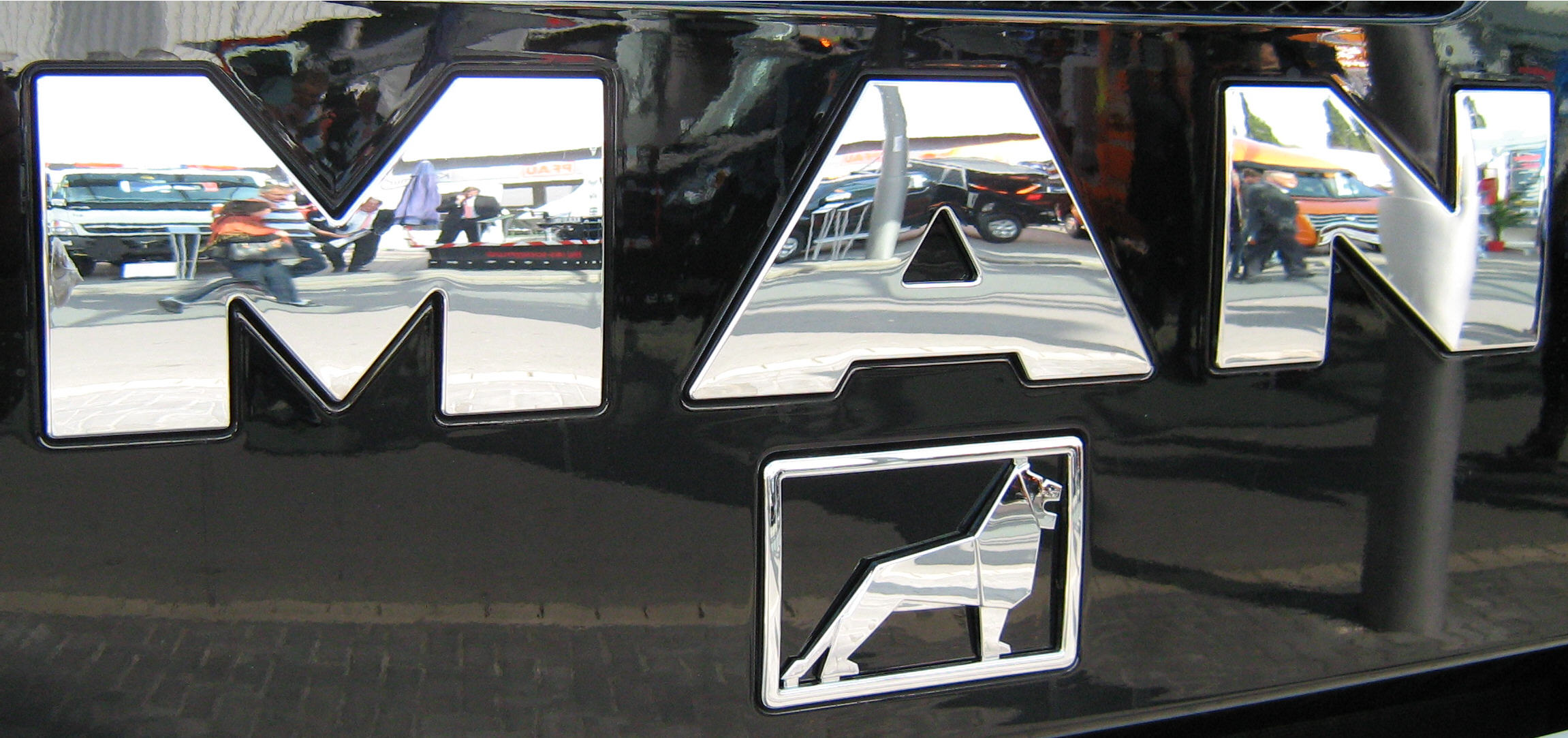
Logo na masce nákladního vozu z roku 2008

První naftový motor značky MAN vyrobil roku 1897 Rudolf Diesel v tehdejší továrně v Augsburgu. V roce 1971 byla spojena s firmou Büssing, kterou holding MAN převzal; logo lva má původ v oné firmě.

## Výrobní místa
Těžká nákladní vozidla řad TGS a TGX hmotnostních tříd 18 až 50 tun se vyrábí v Mnichově. Další závod pro rychle rostoucí trhy mimo západní Evropu byl otevřen v Krakově v říjnu 2007. Lehká a středně těžká nákladní vozidla řad TGL a TGM ve třídě 7,5 až 25 tun se vyrábí ve Steyru v Rakousku. Ve Vídni se staví speciální vozy, jako jsou těžká přepravní vozidla do 250 tun a speciální vozidla pro použití v terénu, stejně jako hlavní zakázky britského ministerstva obrany.
Autobusy „Premium“ se vyrábějí v závodě v Plavně; Městské autobusy ve Starachowicích v Polsku (Star Trucks). Autobusy a meziměstské autobusy se vyrábějí v Ankaře v Turecku.
Motory MAN pro výše uvedené nákladní automobily a autobusy se vyrábějí v Norimberku.
Další místa jsou v Pinetownu a Olifantsfonteinu (Jižní Afrika) a městě Querétaro (Mexiko).
Existují společné podniky (Joint venture) s čínskými společnostmi Sinotruk v Ťi-nan a Yutong v Čeng-čou. Od roku 2007 existuje společný podnik s nizozemskou obchodní společností Pon s názvem MAN Region West BV za účelem distribuce a servisu vozidel MAN ve Francii a zemích Beneluxu. Od 4. září 2009 se nákladní vozy MAN vyrábí také v továrně UzAvtosanoat v Taškentu v Uzbekistánu v novém společném podniku s názvem MAN AUTO-Uzbekistan. V dalším společném podniku s firmou Rheinmetall se vozidla pro vojenské použití vyrábějí v závodech v Kasselu a Vídni. Odpovídající souhlas vydal Federální kartelový úřad v březnu 2010 (Rheinmetall MAN Military Vehicles GmbH).
Jako zvláštnost předchozích akvizic společnosti v Rakousku bylo možné do roku 2008 zakoupit vozidla MAN se speciální maskou chladiče od Steyru nebo ÖAF.

## Výrobní program
Výrobní program automobilky zahrnuje lehká užitková vozidla s označením TGL, dále středně těžká vozidla TGM a těžká vozidla nesoucí označení TGX a TGS.
Rozdělení vozidel MAN:
- TGL – lehká řada vozidel s celkovou hmotností od 5990 do 12 000 kg
- TGM – středně těžká řada s celkovou hmotností do 11 990 od 18 000 kg (v případě tříosého speciálu až 26 000 kg)
- TGX – těžká řada vozidel s celkovou hmotností od 18 000 kg určená pro dálkovou dopravu
- TGS – těžká řada vozidel s celkovou hmotností od 18 000 kg určená spíše pro rozvoz, komunální služby, stavební sektor apod.

Nejtěžší soupravy vozidel mohou dosahovat až hmotnosti 250 tun. Jedná se především o speciální tahače s podvalníky pro přepravu nadměrných nákladů.
MAN vyrábí také městské, meziměstské a zájezdové autobusy v různých velikostech a s různým vybavením. V roce 2001 převzal výrobu autobusů značky Neoplan.
V Česku společnost zastupuje firma MAN užitková vozidla Česká republika spol. s r.o., založená roku 1992, česká dceřiná společnost německé akciové společnosti.

## Dodávky MAN
MAN TGE je VW Crafter, který byl přeznačen a od roku 2017 se vyrábí v polské továrně Volkswagen ve Wrześni.

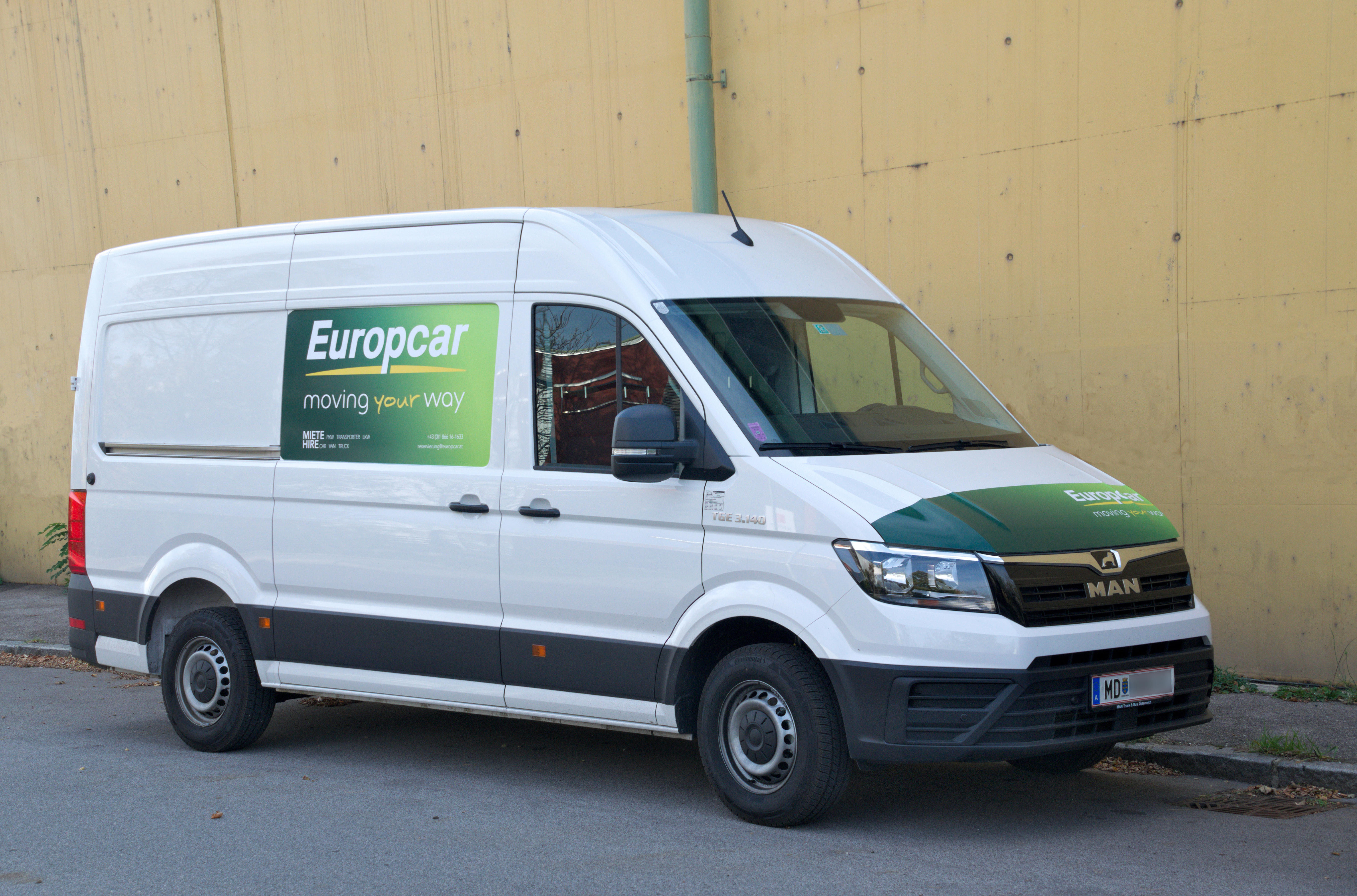
MAN TGE (2018)
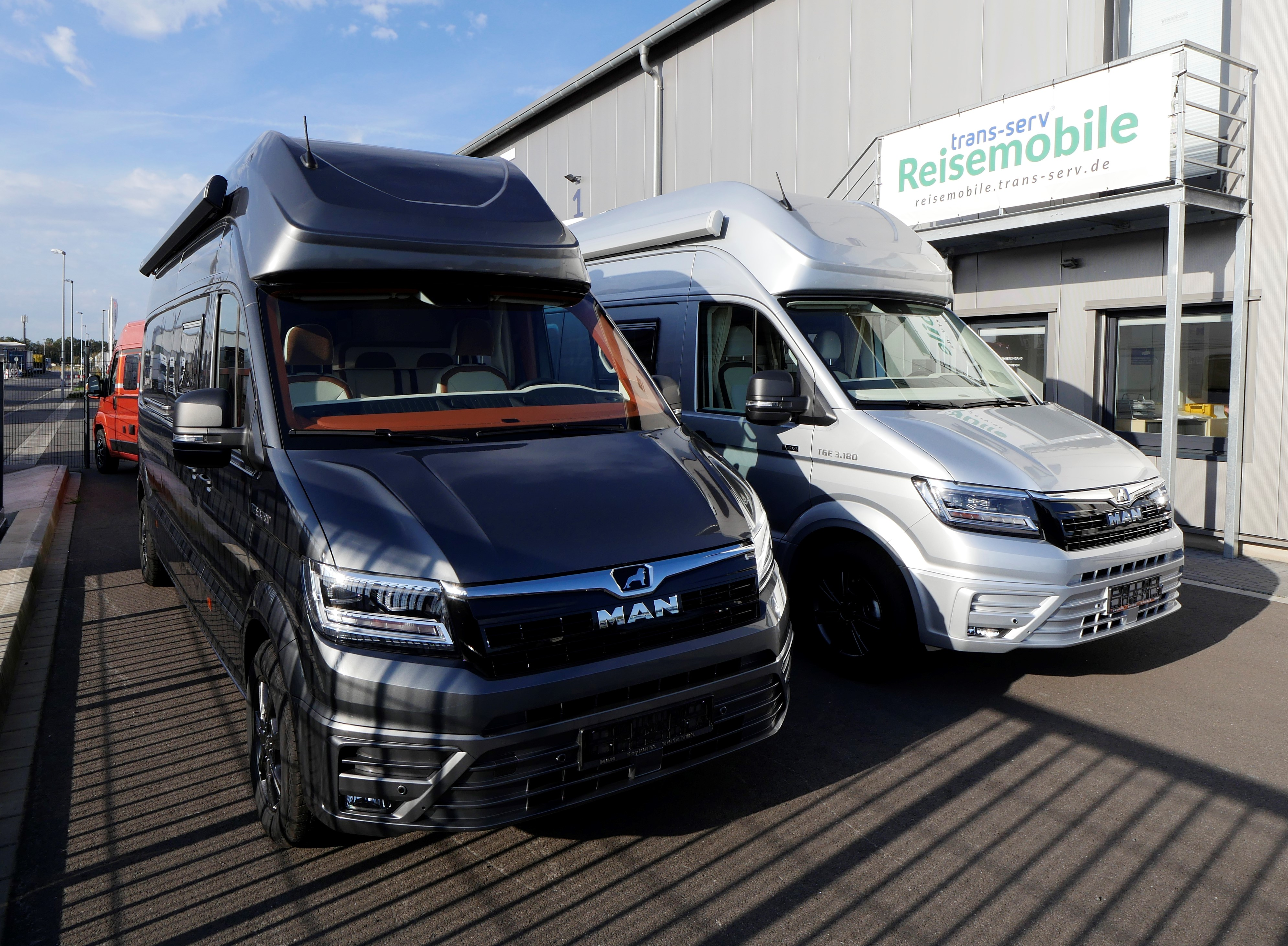
MAN TGE jako obytný vůz (2020)
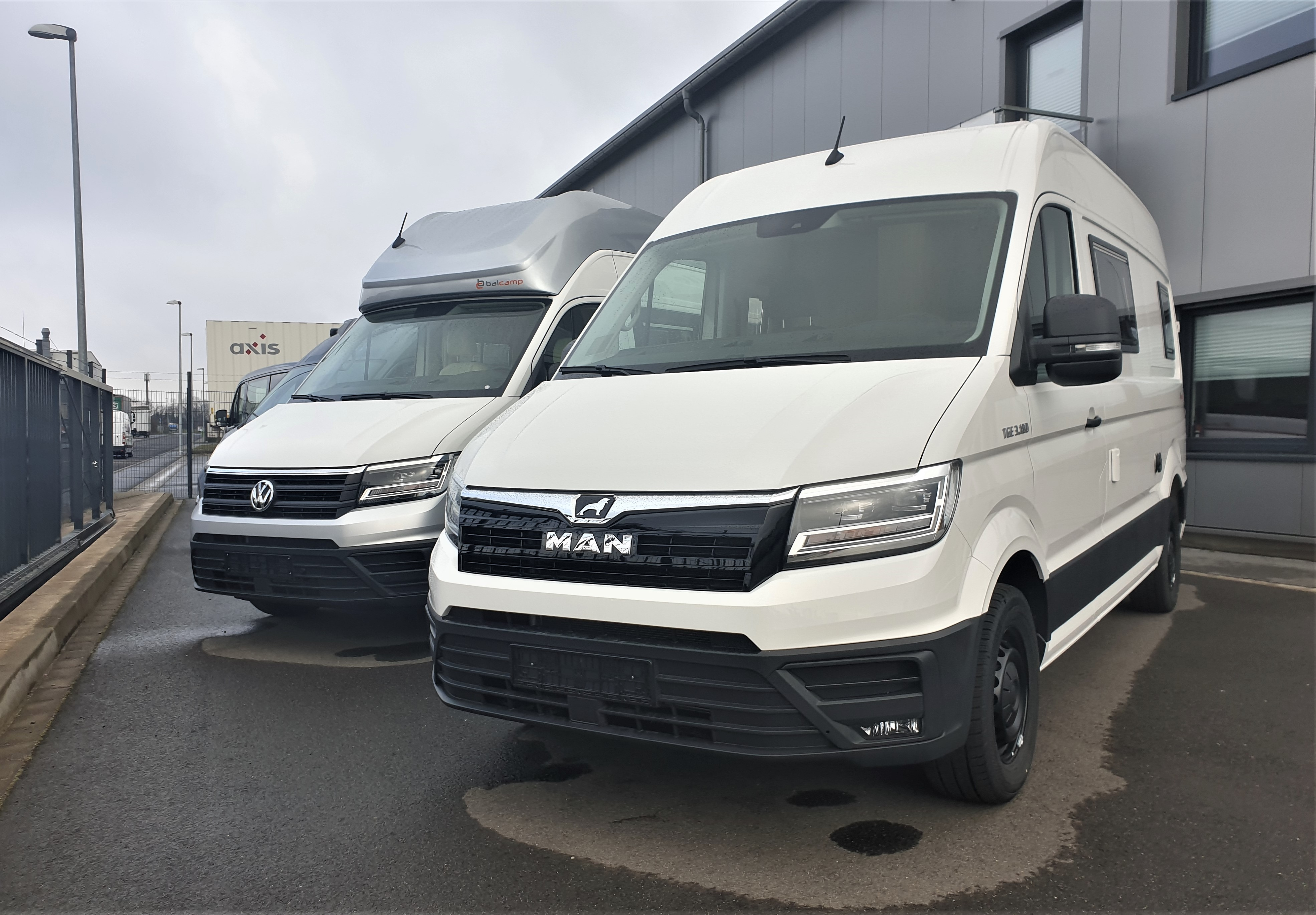
MAN TGE vedle VW Crafter (2021)

## Nákladní vozidla MAN
Následující výčet nákladních vozidel značky MAN je (zatím) neúplný, ukazuje pouze vybrané modely. Chybí zejména další informace o vozidlech, která byla vyrobena před a během druhé světové války.

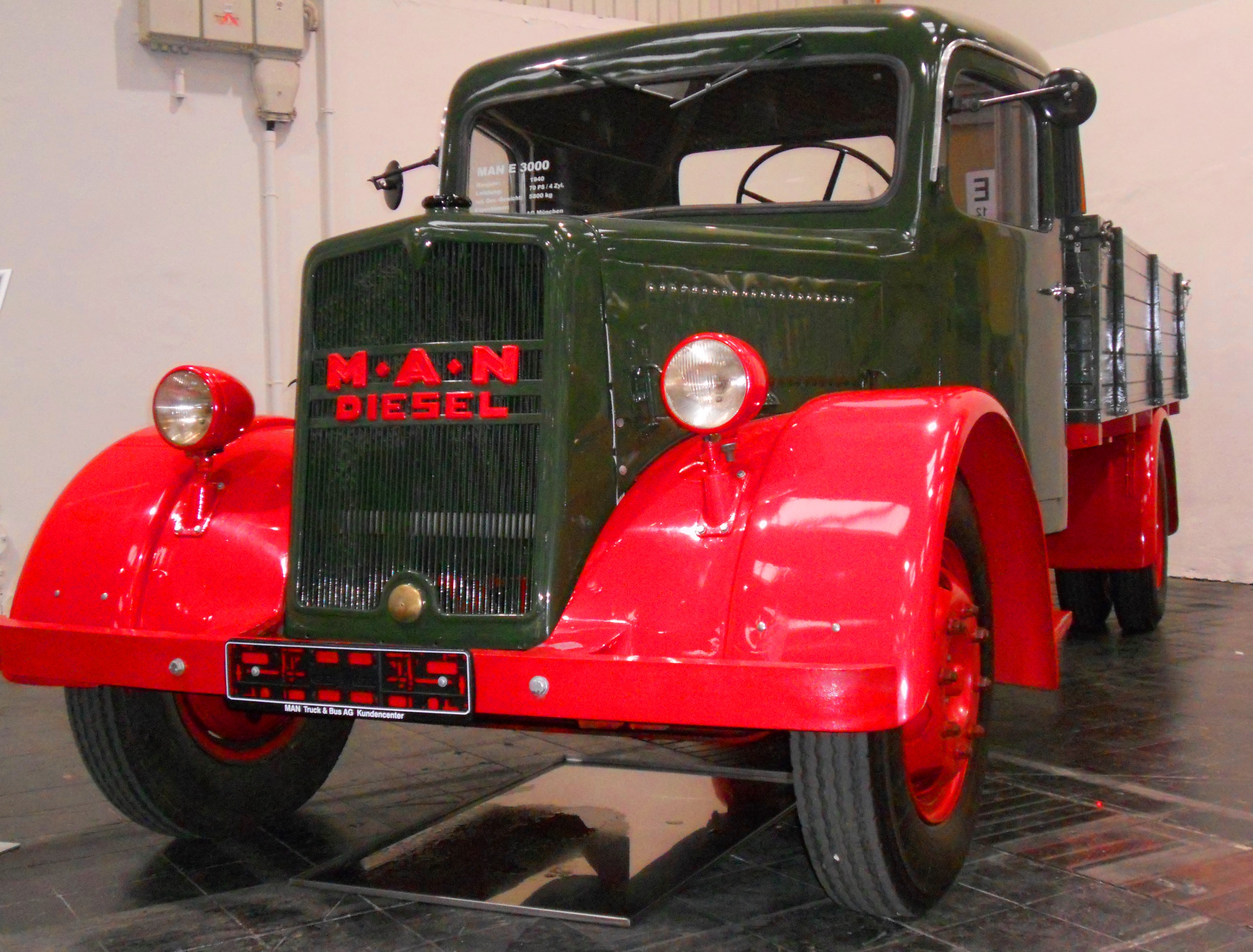
MAN E 2 (1940)
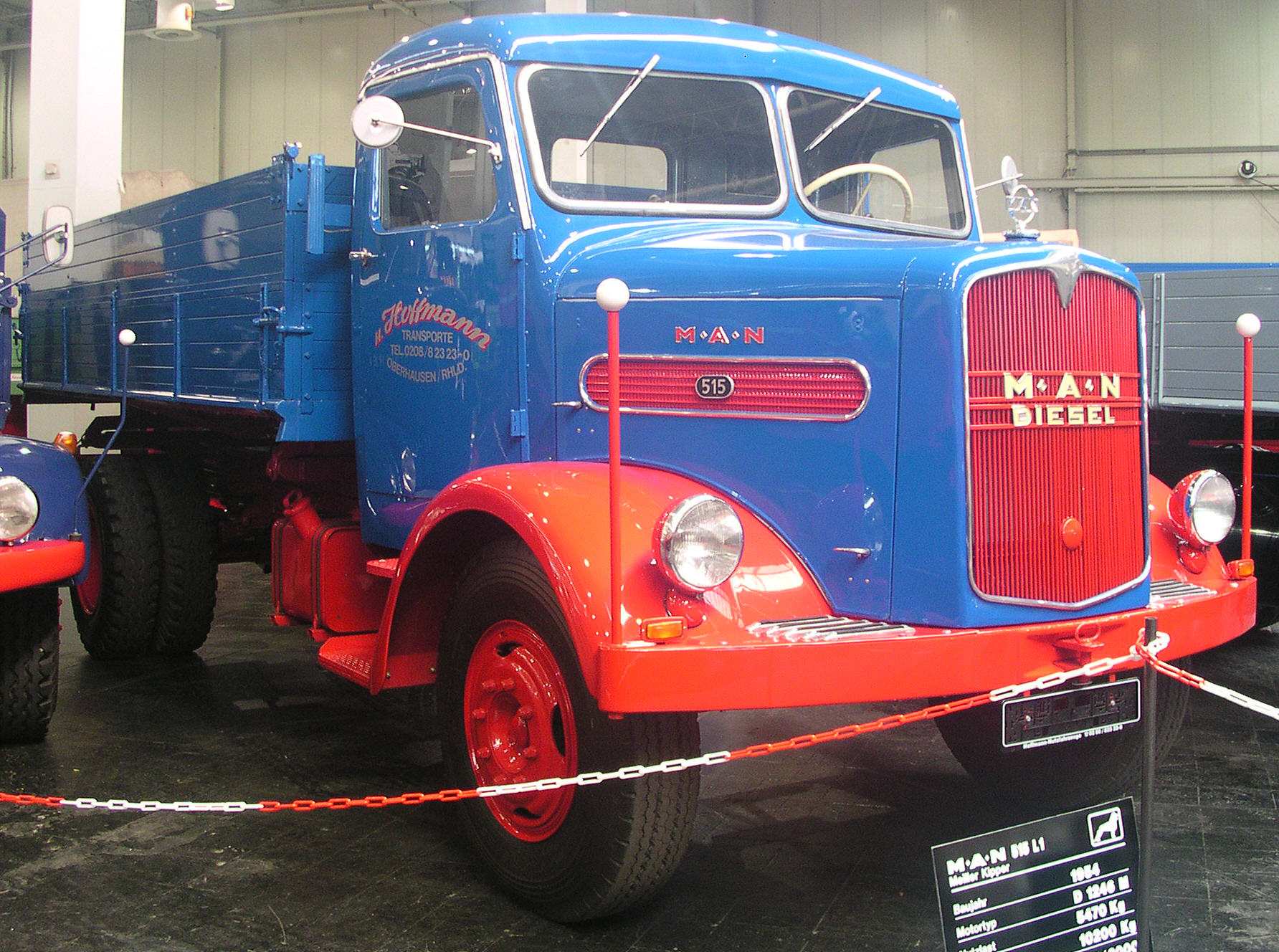
MAN 515 (1954)
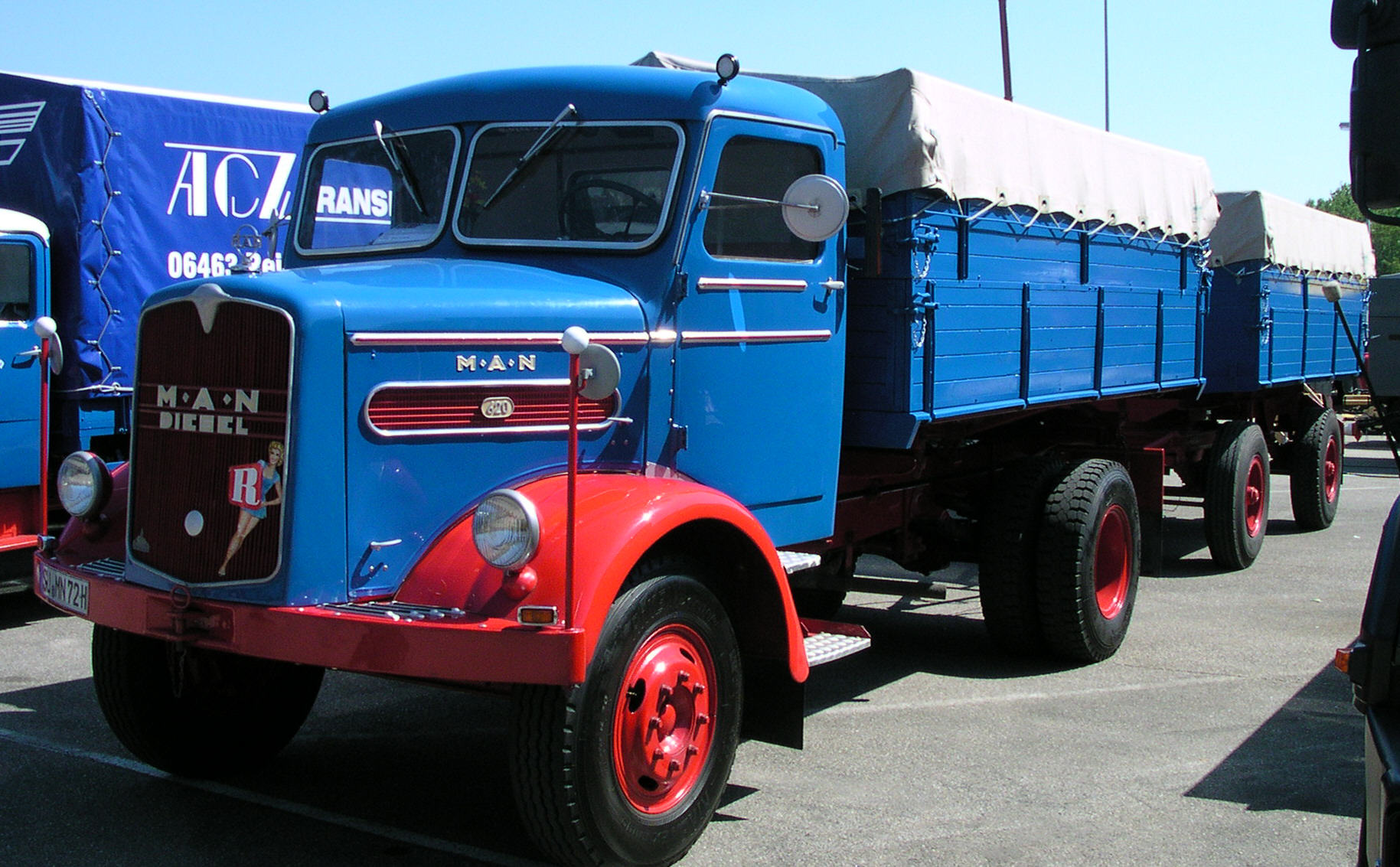
MAN 620
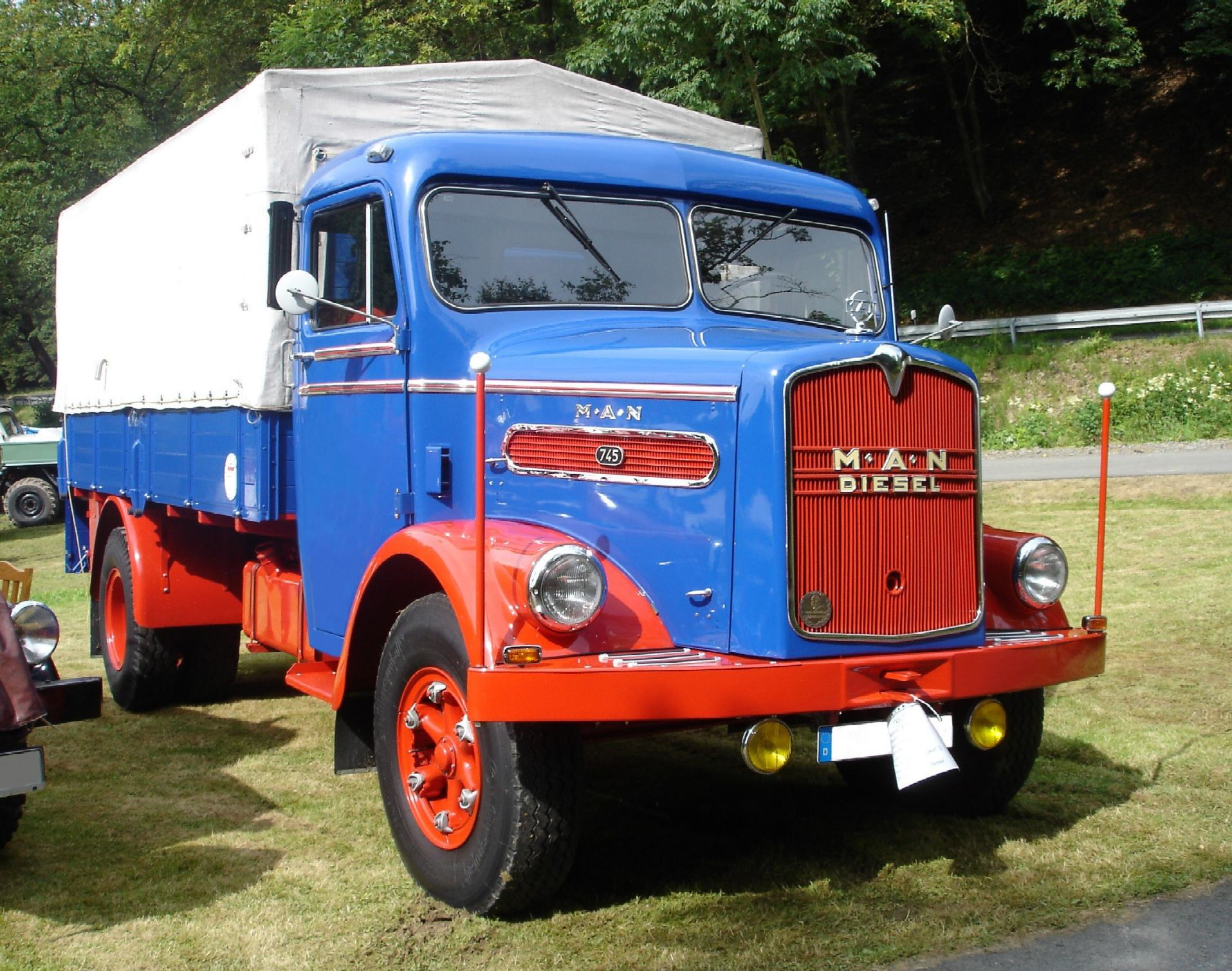
MAN 745
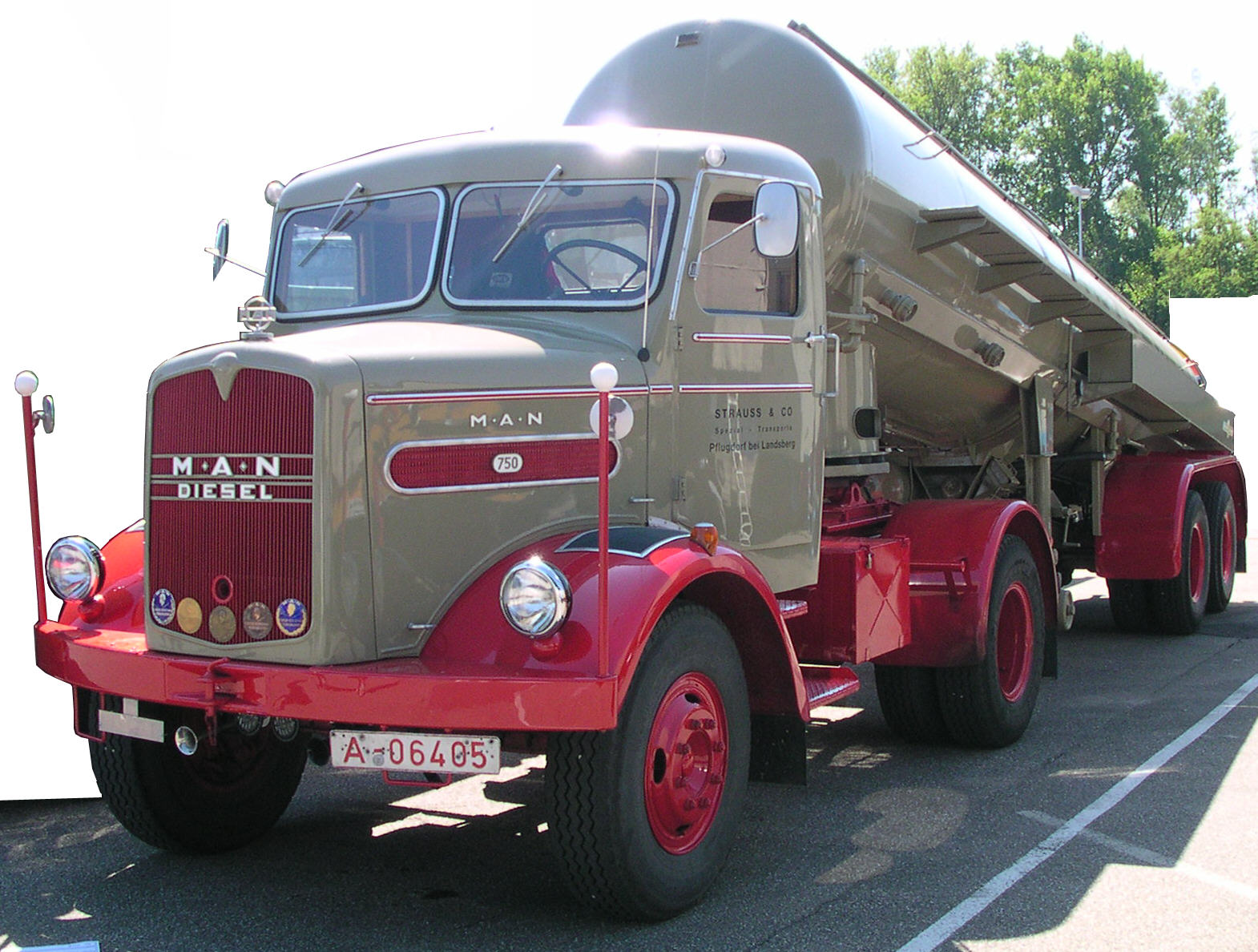
MAN 750
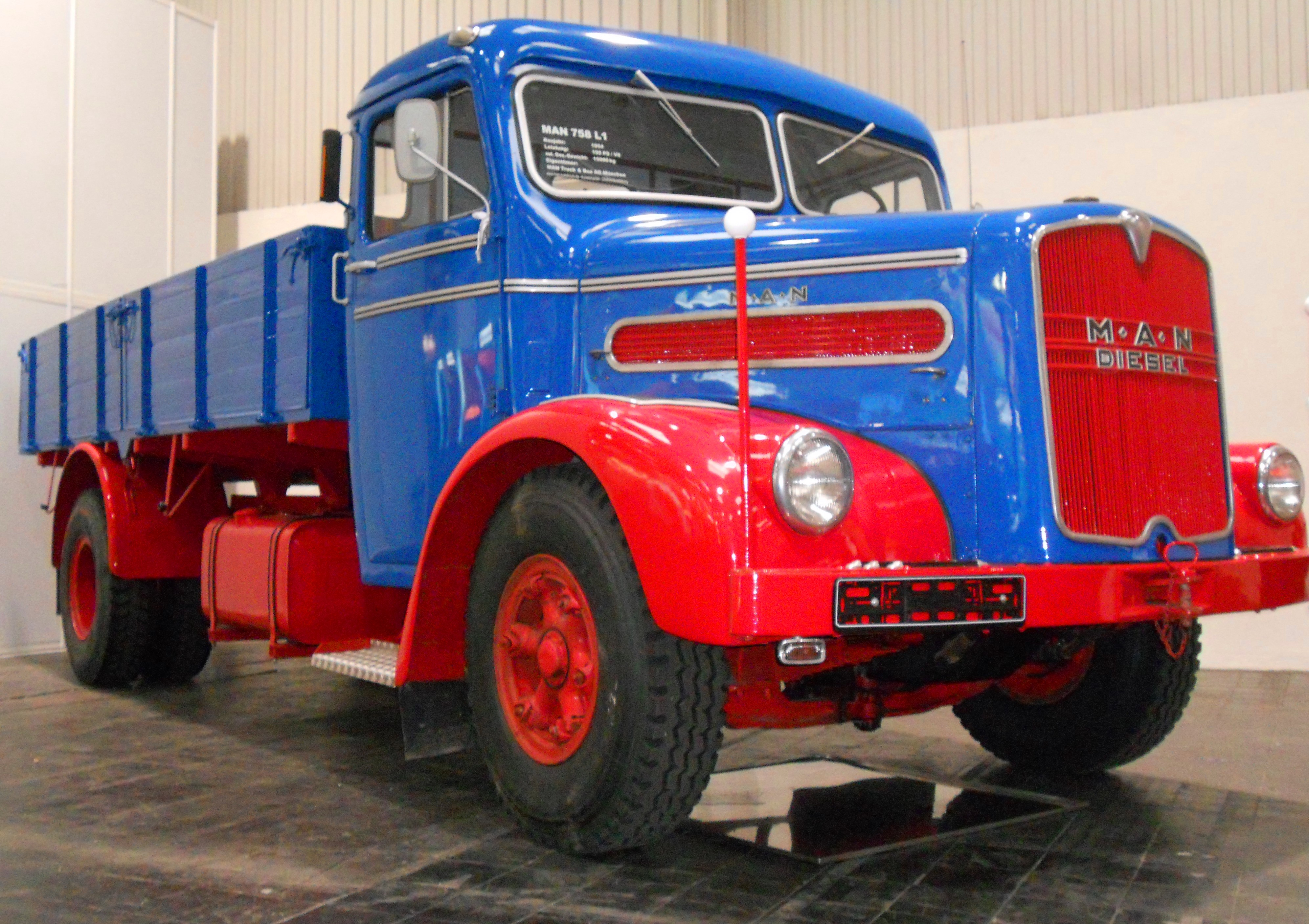
MAN 758 L 1 (1954)

### Lehké nákladní vozy
MAN zpočátku stavěl pouze střední a těžká nákladní vozidla, ale když v 60. letech vyvstala potřeba nabízet i lehká vozidla, hledal MAN z finančních důvodů spolupráci s jinými výrobci.

#### MAN Saviem
Od roku 1967 MAN spolupracoval s francouzským výrobcem užitkových vozidel Saviem, který patřil Renaultu. V rámci této spolupráce byl Saviem zodpovědný za lehká a střední vozidla (7,5–12 t), MAN dodával těžká vozidla (12–30 t). Lehké a středně velké nákladní vozy byly částečně zkompletovány v Saviemu (a opatřeny logem MAN) a částečně montovány u MANu z prefabrikovaných dílů. V závislosti na verzi se přípustná celková hmotnost pohybovala mezi 4 t až 12,3 t, vznětové motory pocházely od firmy Saviem. Vozidla byla v Německu nabízena pod značkou MAN až do roku 1977, ale nebyla zde příliš běžná. Po ukončení výroby byly lisovací nástroje prodány československému výrobci Avia, který ve výrobě karoserií pokračoval celá léta (viz Avia A 15 / A 20 / A 30).

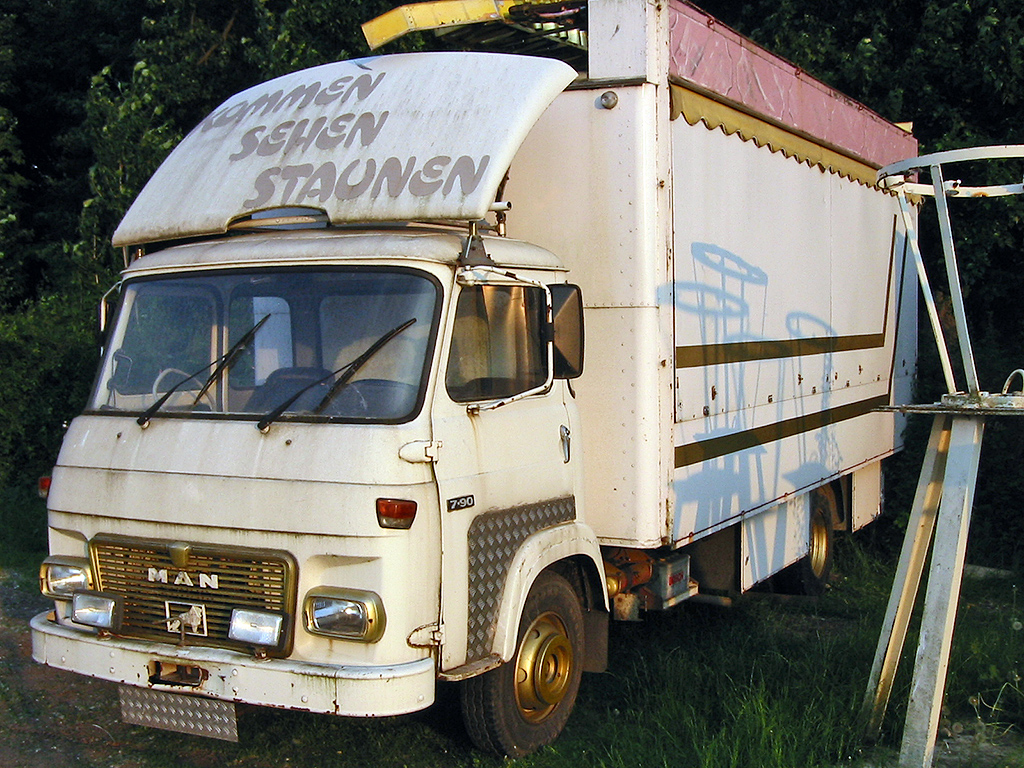
MAN-Saviem Typ 7,90 F (1973–1977; typové označení na vozidle není autentické)
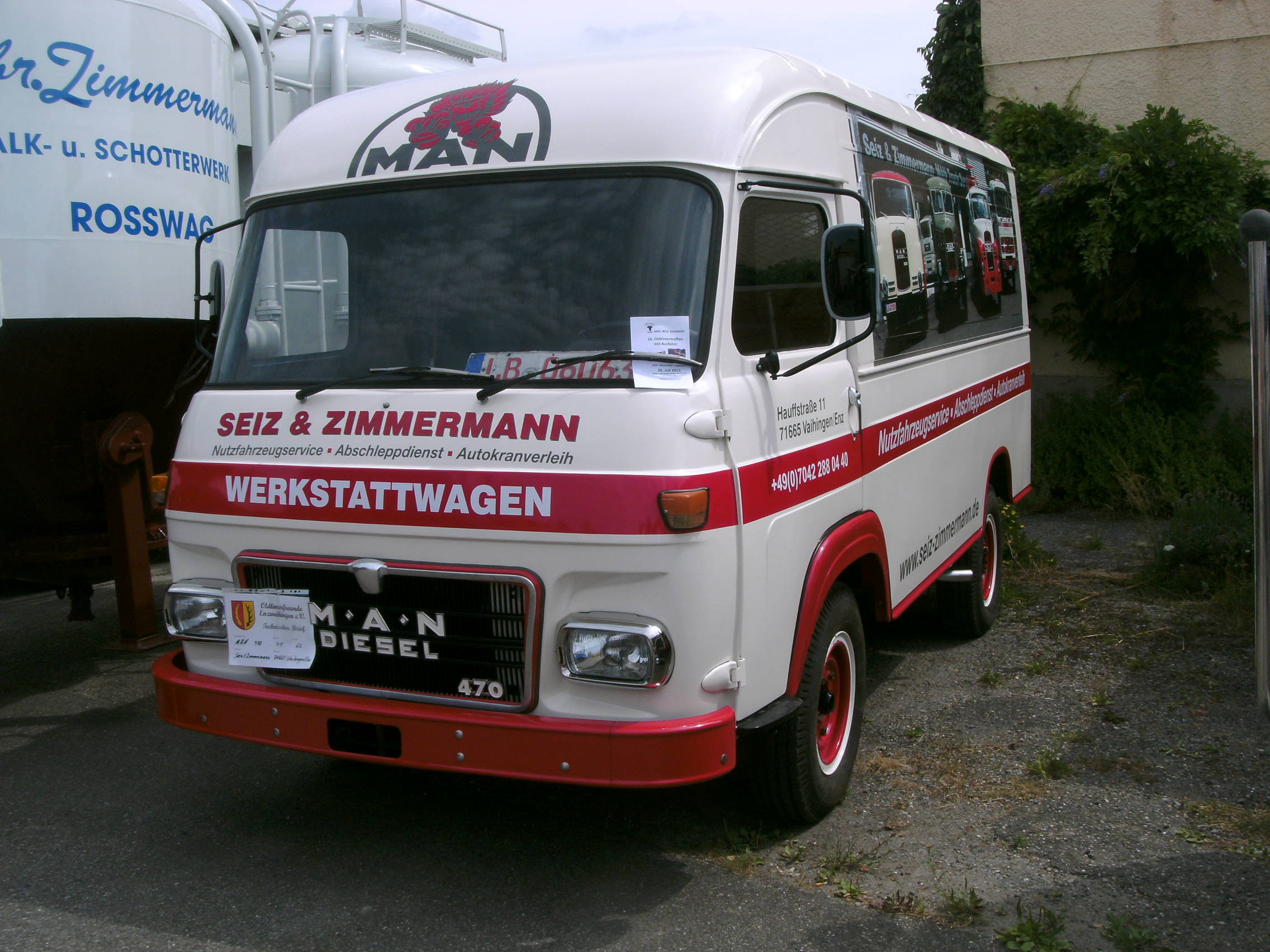
MAN 470 rok výroby 1971, 65 PS

#### Nákladní automobily 6-10 tun / G 90 (MAN-VW)
Po ukončení spolupráce s francouzským výrobcem Saviem v roce 1977 hledal MAN nového partnera pro stavbu lehkých nákladních vozidel a našel ho u VW AG. Poté, co Magirus-Deutz v roce 1975 v Německu představil na trh první sklopnou kabinu v lehké až střední hmotnostní třídě jako součást "klubu čtyř", kterého se chtěl MAN původně zúčastnit také, tak model spolupráce mezi MANem a VW měl mít i takovou kabinu řidiče. MAN přispěl dieselovými motory, podvozkem a předními nápravami, zatímco kabina, převodovka a zadní nápravy byly odvozené z VW LT. Na rozdíl od doby partnerství se Saviemem byla přední část vozidel opatřena logy obou společností. Model se poprvé objevil v roce 1979 s přípustnými celkovými hmotnostmi mezi 6 a 9 t, od roku 1981 i 10 t. Na výběr byly dva motory o výkonu 90 a 136 k (66 a 100 kW).
K dispozici byly následující motory:
| Model              | Objem     | Vrtání × Zdvih | Označení  | Výkon                        |
| ------------------ | --------- | -------------- | --------- | ---------------------------- |
| Řadový čtyřválec:  |           |                |           |                              |
| 8.090              | 3.791 cm³ | 102 × 116 mm   | MAN D0224 | 66 kW (090 PS) při 3000/min  |
| 8.100              | 4.397 cm³ | 108 × 120 mm   | MAN D0824 | 74 kW (100 PS) při 3000/min  |
| Řadový šestiválec: |           |                |           |                              |
| 8.136              | 5.687 cm³ | 102 × 116 mm   | MAN D0226 | 100 kW (136 PS) při 3000/min |
| 8.150              | 6.595 cm³ | 108 × 120 mm   | MAN D0826 | 110 kW (150 PS) při 3000/min |

Tři čtvrtiny vozidel měly být vyrobeny v závodě VW Hannover a čtvrtina v MANu v Salzgitter-Watenstedtu. Protože se však mohlo prodat méně vozidel, než bylo plánováno, poměr se posunul na zhruba 50:50. V posledních letech probíhala výroba pouze v Salzgitteru. Jediná větší revize proběhla v roce 1987, výkon motoru vzrostl na 100 a 150 HP (74 a 110 kW), dříve kulaté světlomety vedle masky chladiče byly nahrazeny hranatými v nárazníku. S novým interiérem se na trhu prodával jako „G 90“. Spolupráce mezi MANem a VW skončila v roce 1993.

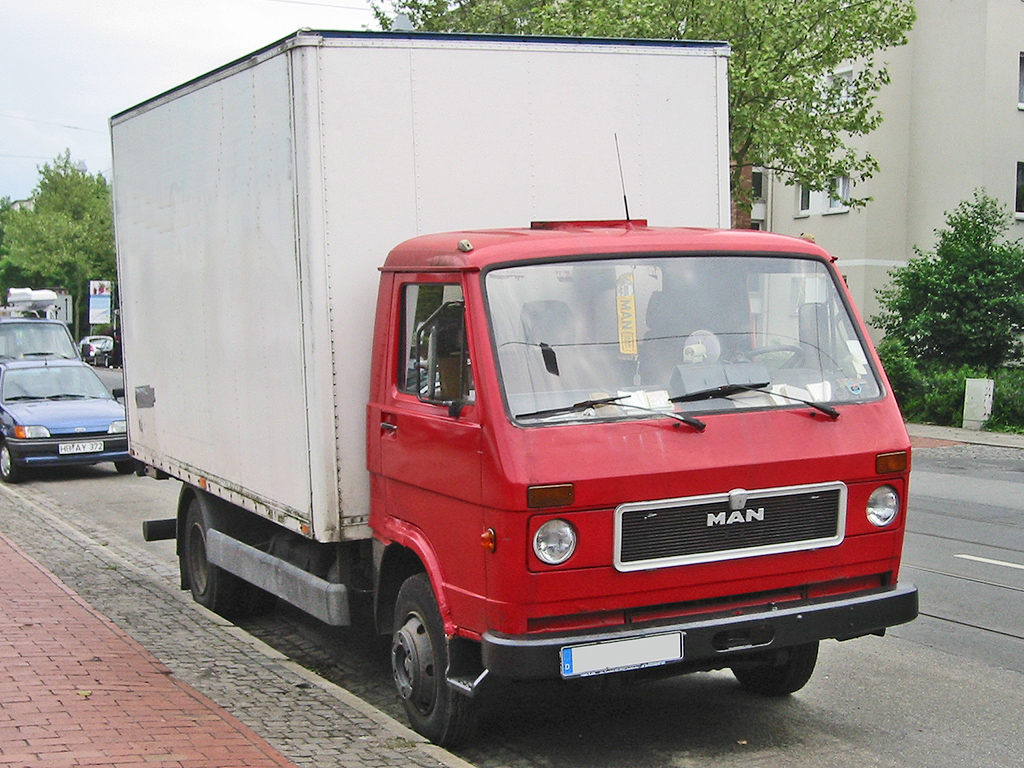
Nákladní automobil MAN 6-10 tun (původní verze, 1979–1987)
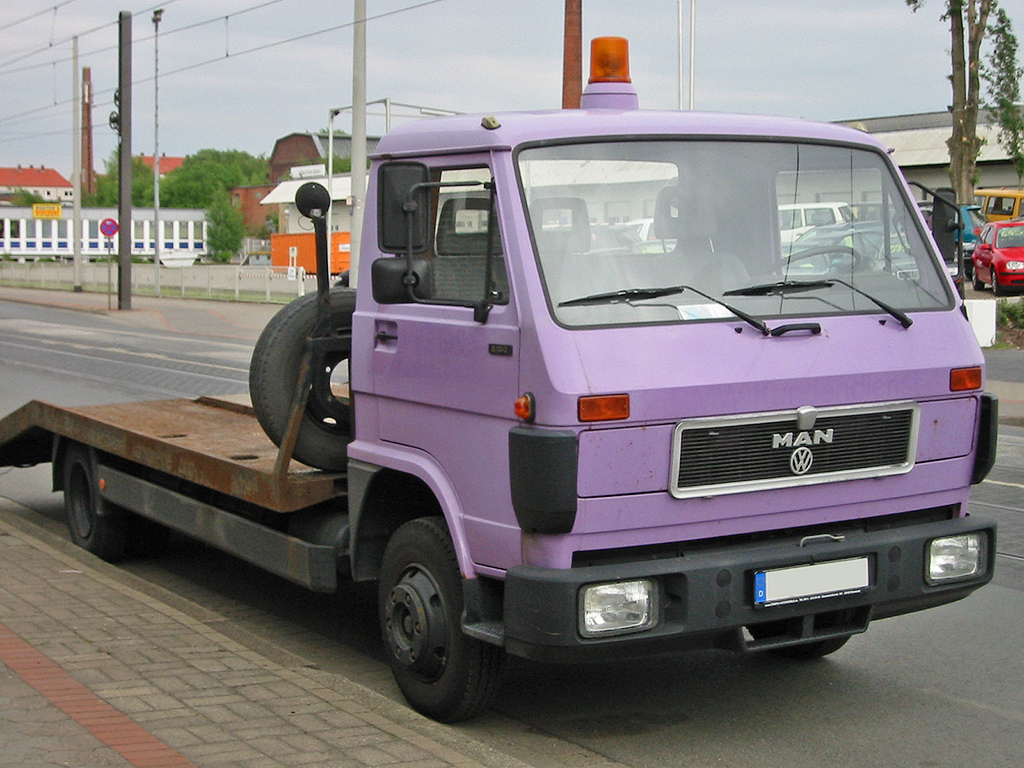
MAN G 90 (po faceliftu, 1987–1993)

#### L 2000, LE 2000
V roce 1993 skončila spolupráce s VW v oblasti lehkých nákladních vozidel. U nového typu L 2000, který začínal s celkovou hmotností 7,49 t, nyní MAN použil kabinu, která se více podobala konstrukci vlastního těžkého nákladních vozů. Kabinu získal z rakouského nákladního vozu – od výrobce Steyr, kterého převzal o čtyři roky dříve. Výkon motoru se pohyboval od 120 do 220 koní. Od roku 2000 se mírně přepracovaná řada jmenovala LE 2000. „E“ znamenalo evoluci a bylo nalezeno v konečné fázi vývoje jak FE 2000, tak ME 2000.

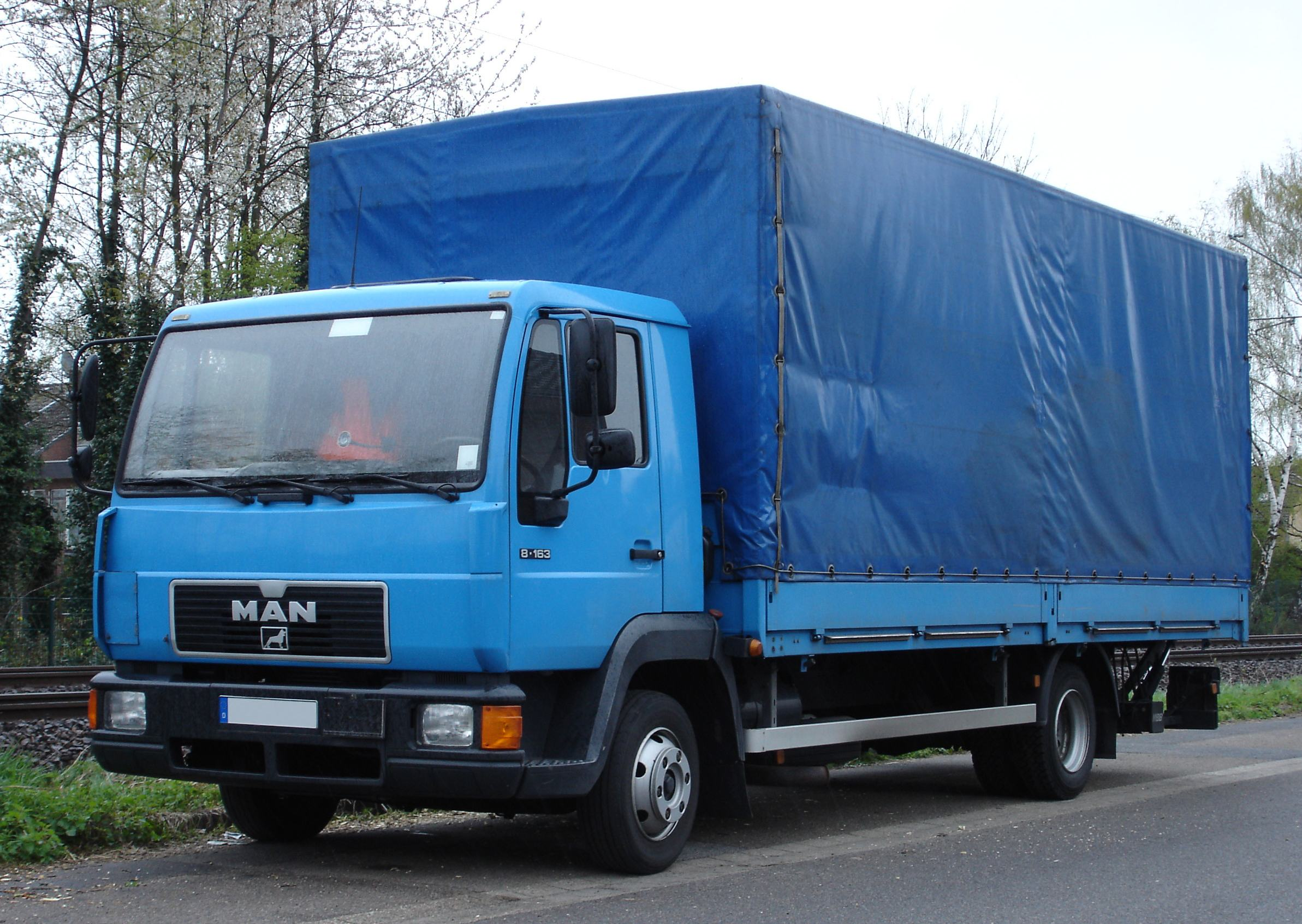
L 2000
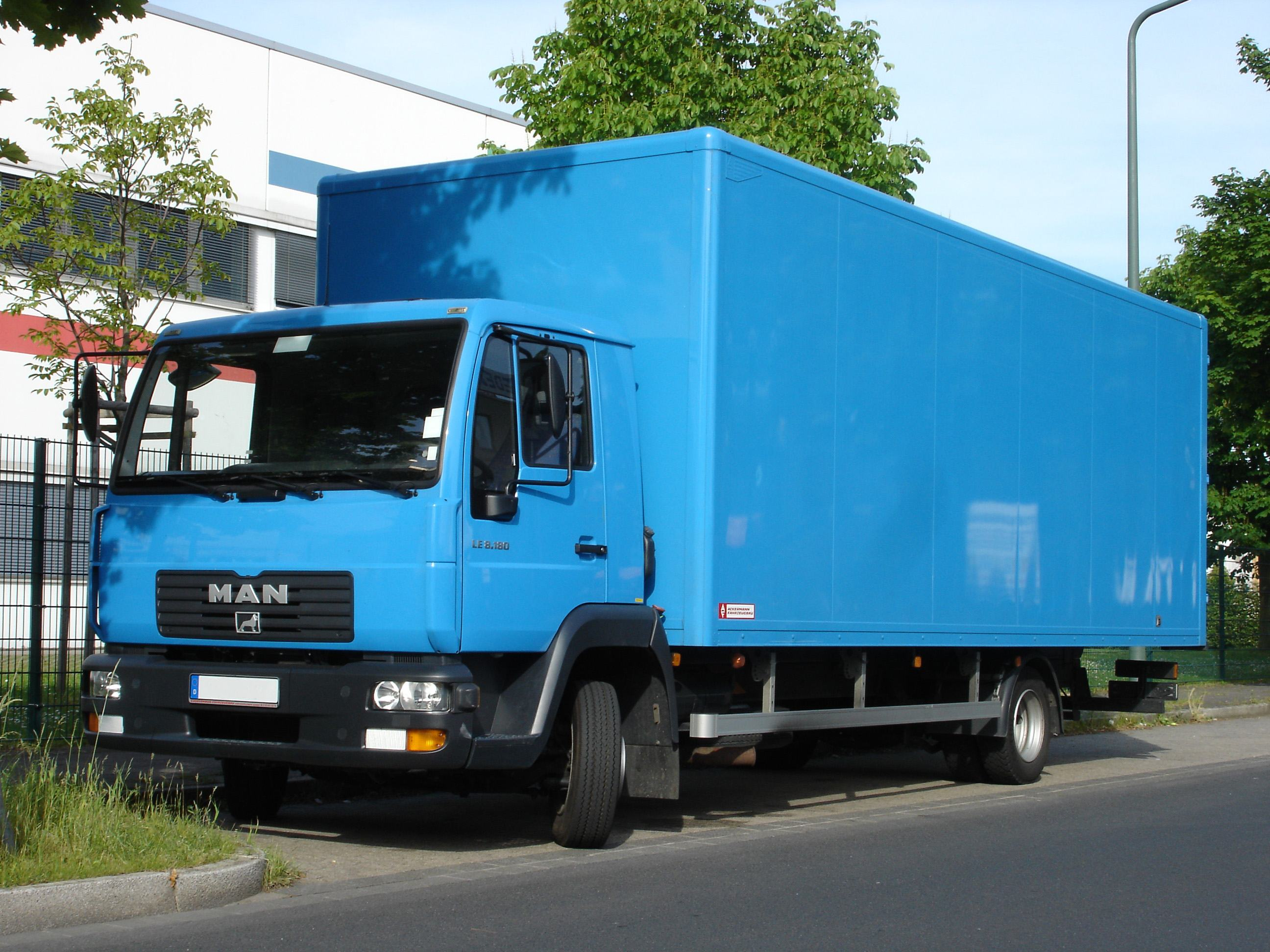
LE 2000

#### TGL
Na jaře 2005 představil MAN nový model TGL v hmotnostní třídě mezi 7,5 a 12 tunami. V roce 2006 byl vůz vyhlášen „Nákladním automobilem roku“ (Truck of the Year)

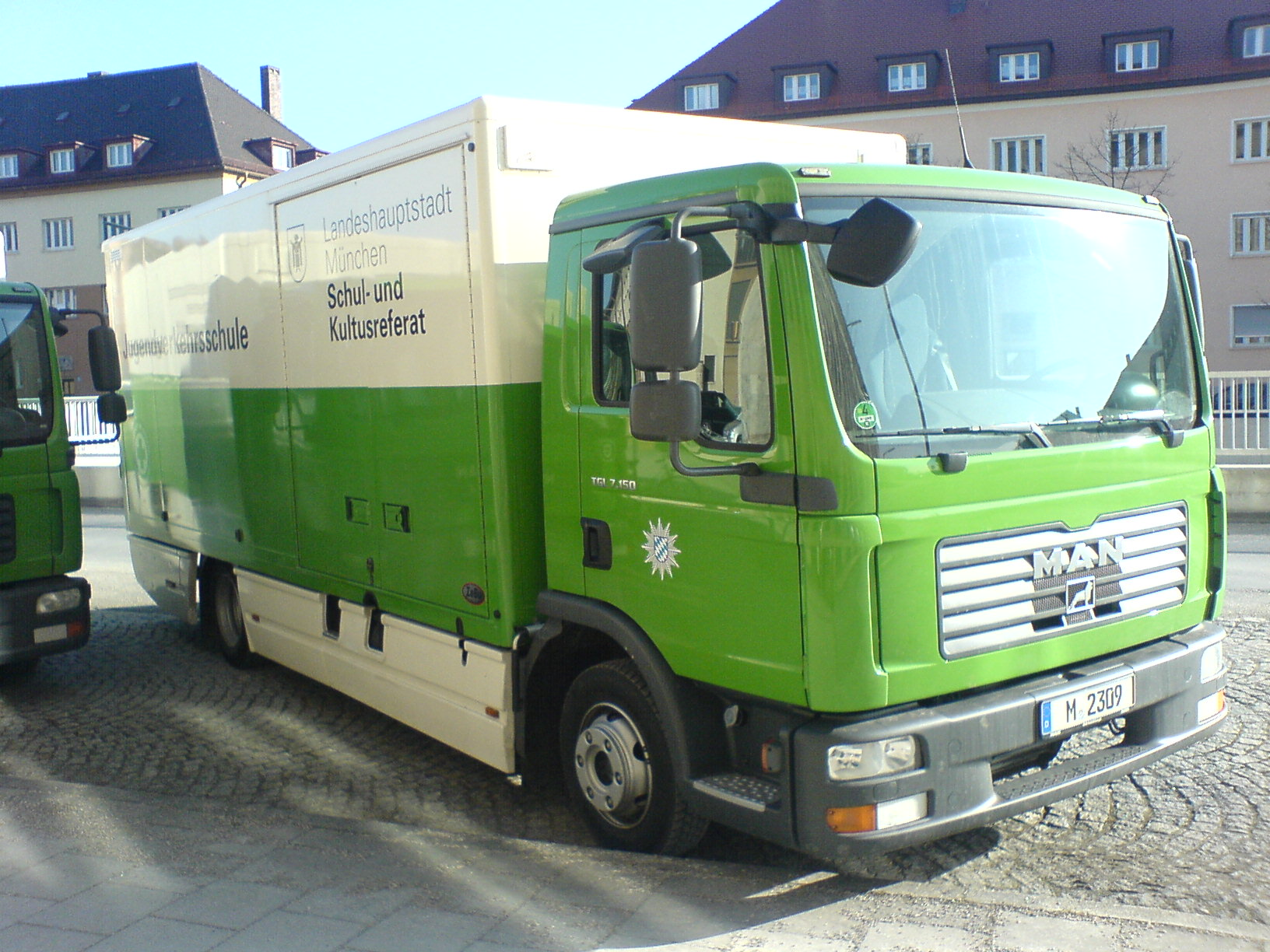
MAN TGL 7.150
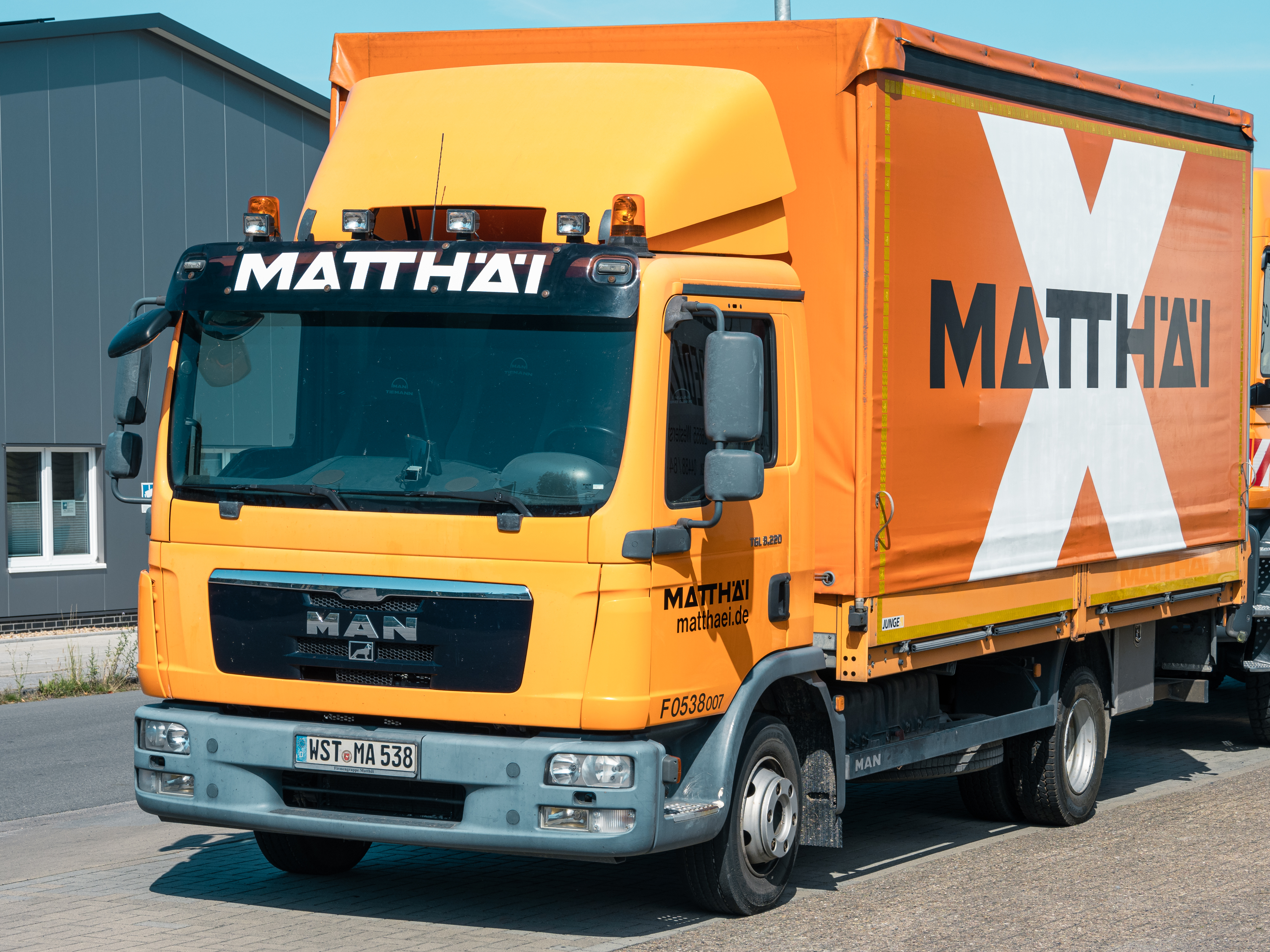
MAN TGL 8.220
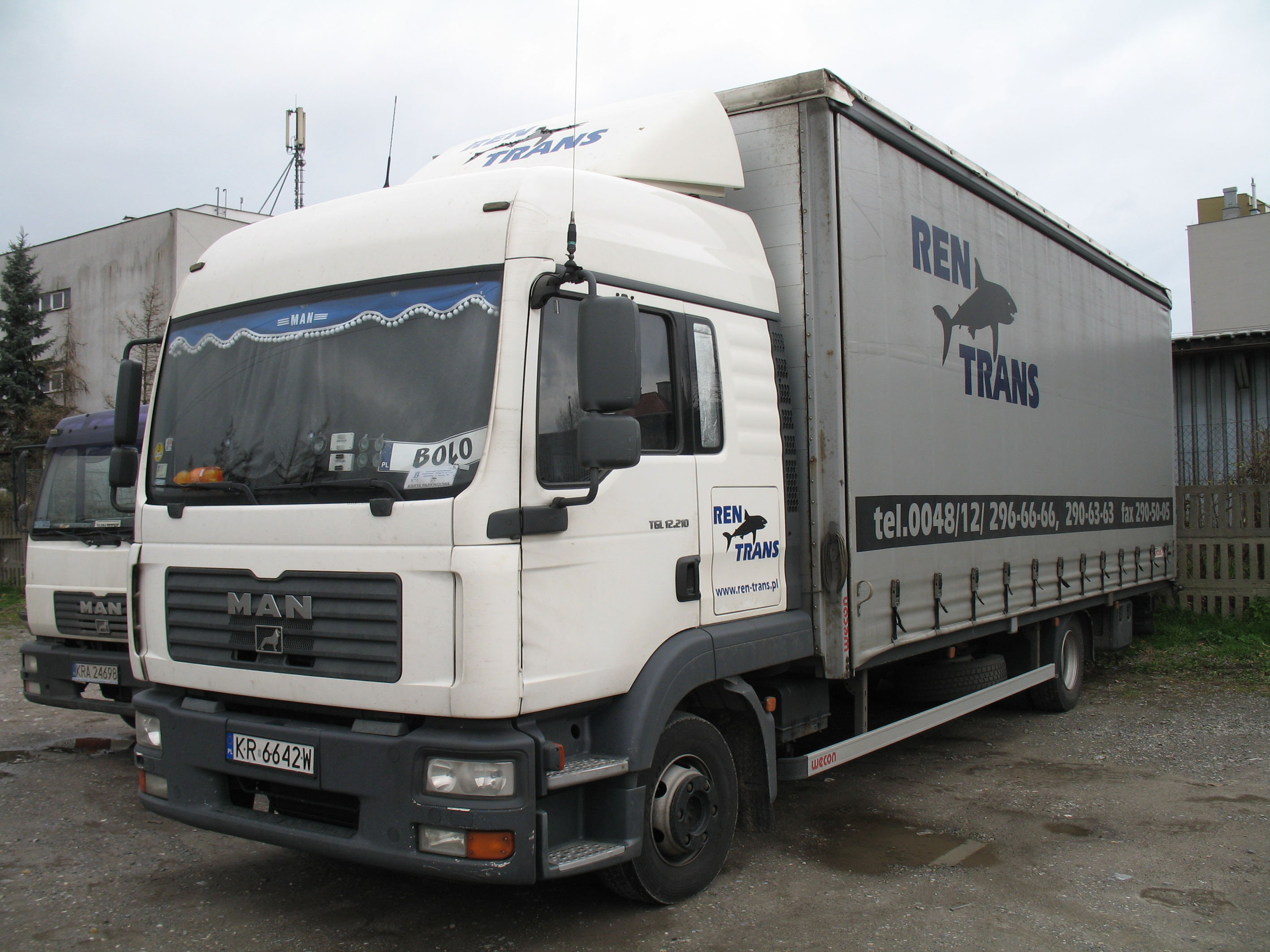
MAN TGL 12.210

### Střední a těžká nákladní vozidla

#### Kapotovaný F8
V roce 1951 se F8 stal prvním těžkým nákladním vozidlem, které přišlo na trh po druhé světové válce. Byl navržen jako klasický kapotovaný vůz, ale světlomety již byly integrovány do blatníků a nebyly již samostatně stojící. F8 už měl na tu dobu vznětový motor s přímým vstřikováním a impozantním výkonem 180 koní. V roce 1953 byla kabina řidiče přepracována, byla širší a nyní nabízela více prostoru. Od roku 1953 se objevovaly externě a konstrukčně podobné modely pod různými typovými označeními, i když některé z nich měly srovnatelné užitečné zatížení a nižší výkon motoru, takže F8 zpočátku zůstal „vlajkovou lodí“ řady nákladních vozidel. Výroba pokračovala - nakonec pouze na export - až do roku 1963.

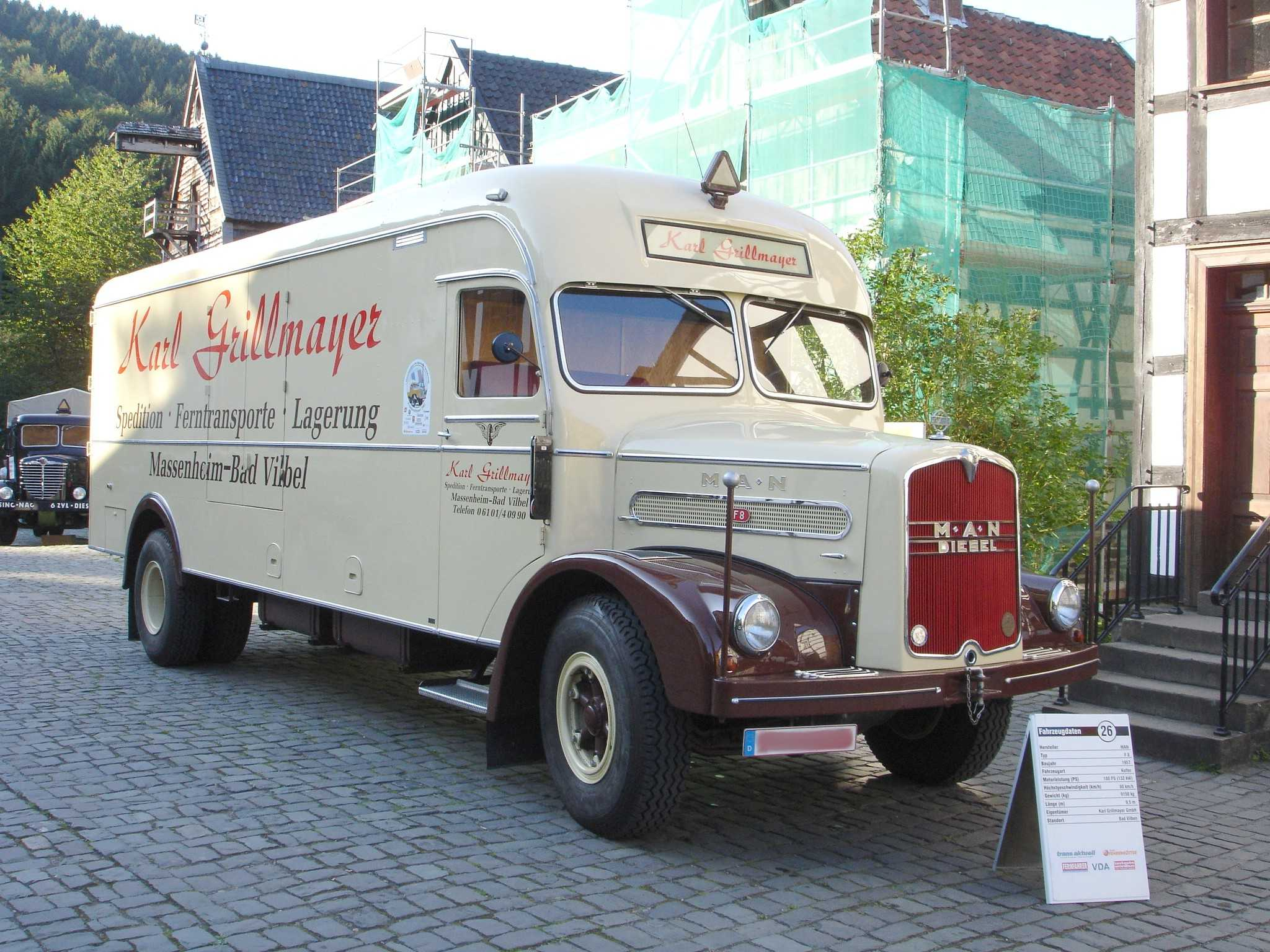
F 8 (Stěhovací vůz)

#### Trambusové F 7, F 8 a F 9
V roce 1967 byly představeny nové nákladní vozy s kabinou nad motorem a se zcela novým vzhledem. Nová kabina řidiče pocházela od francouzského partnera Saviem, se kterým MAN držel v letech 1967 až 1977 technický a obchodní holport.
Od roku 1972 se vpředu přestaly montovat přídavné ozdobné mřížky s chromovanými lištami (F7) umístěné vedle masky chladiče, které byly stále zachovány na kapotovaných vozech. Žebra krytu chladiče nyní probíhala vodorovně (F8). Navíc po převzetí společnosti Büssing bylo její logo (braunschweigský lev) umístěno na všech nákladních vozidlech pod logem MAN a dodnes zůstalo ochrannou známkou firmy MAN. Mírný facelift proběhl v září 1979. Objevil se nový poplastovaný nárazník s většími světlomety. Bez ohledu na nainstalované motory. Protože MAN od roku 1979 vyráběl svůj vlastní motor "pod podlahou" (Unterflur) – výroba starého motoru firmy Büssing byla ukončena – logo Büssing na masce chladiče se již neobjevovalo a bylo nahrazeno obvyklým logem "diesel". Poslední velký facelift řady F8 proběhl v letech 1981/1982. Nejvýraznějšími prvky byly blinkry, které byly posunuty více dolů a zvětšeny, stejně jako revidovaná podpora přístrojů / palubní desky. Vynecháno bylo také logo diesel. U středně těžkých vozidel „Nové střední řady“ představených v roce 1983 byla maska chladiče nižší než u těžké verze. Motory D08 a přizpůsobený podvozek přinesly modelové řadě přizpůsobené užitečné zatížení.
Tato vozidla patřila v 70. a 80. letech 20. století mezi nejběžnější typy nákladních vozidel na německých silnicích. Od roku 1973 se kabina řidiče z této řady používala i pro modely s motory pod podlahou (Unterflur), které MAN zařadil do vlastního sortimentu od převzaté firmy Büssing. Tato vozidla nesla na masce chladiče značku „M·A·N Büssing“. Všechny ostatní MANy byly (dříve) označeny příponou „Diesel“ pod písmenem „M·A·N“. Vozidla s kabinami této řady byla v licenci stavěna i v zahraničí, kupř. v Rumunsku pod jménem Roman a v Uhrách jako Rába. V zemi svého původu, Francii, používala tuto kabinu řidiče firma Saviem až do roku 1978.

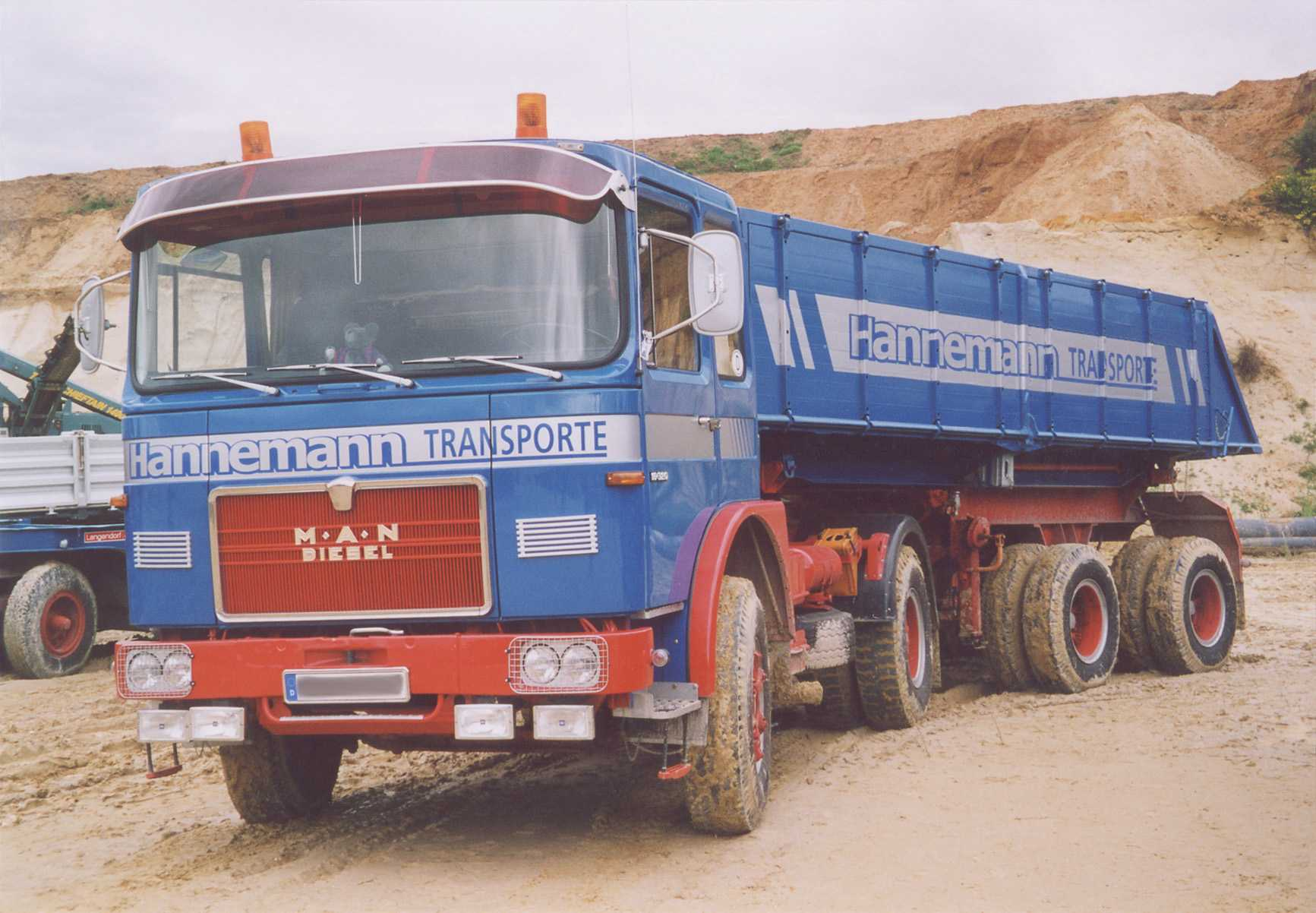
Výroba 1967–1972 (Typ 16-230 FS)
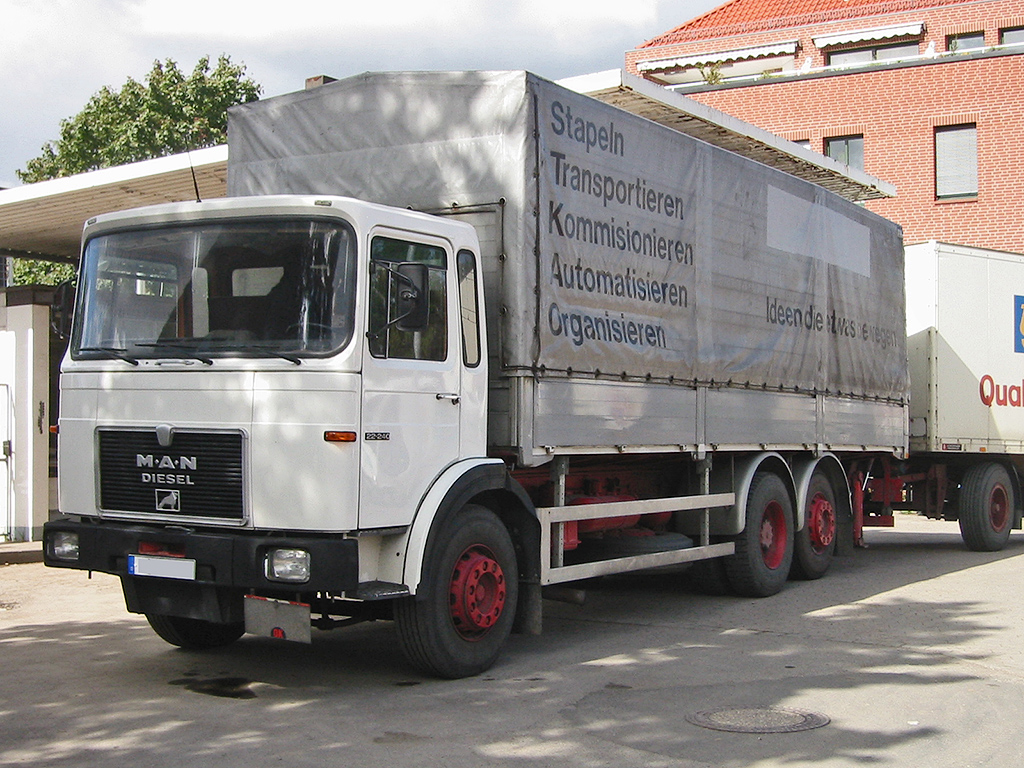
Výroba 1972–1983
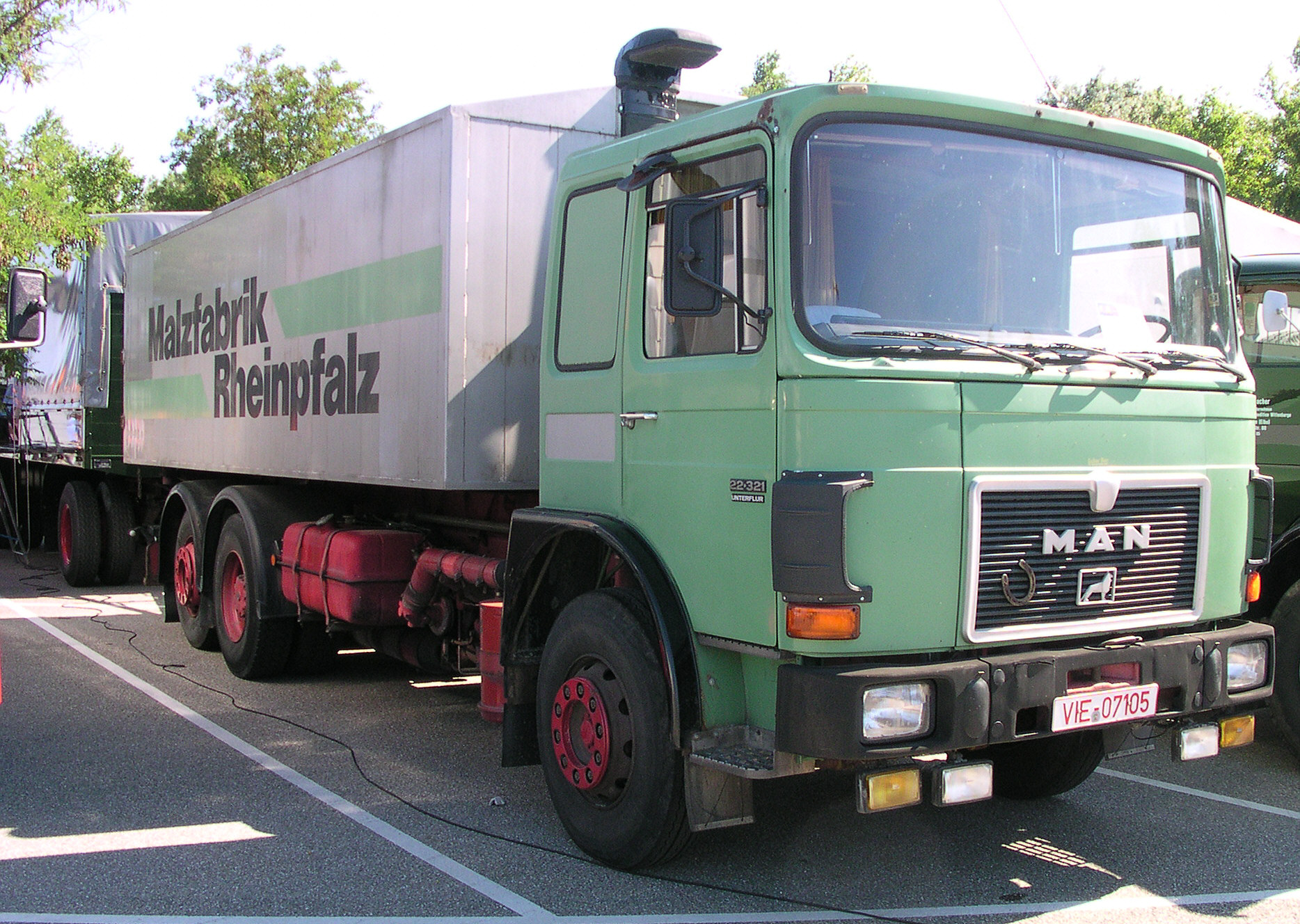
Výroba 1983–1986 (Typ 22-321 UNL; těžká verze s vysokou maskou chladiče a motorem pod podlahou)
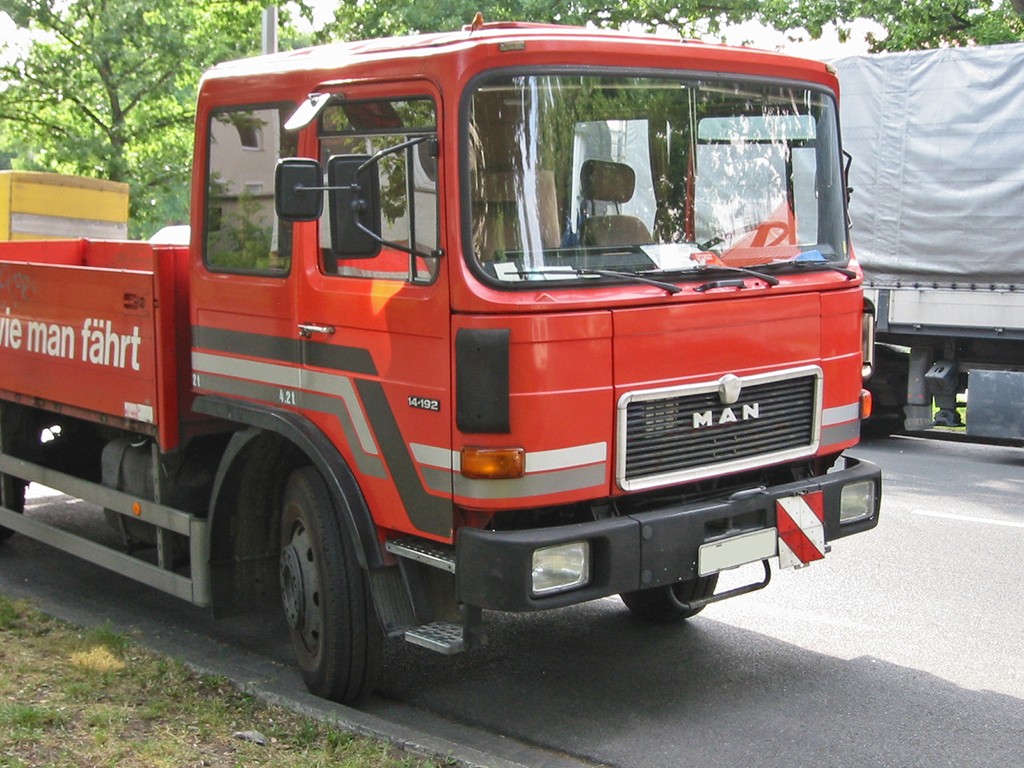
Výroba 1983–1986 (středně těžká verze s plošší maskou chladiče)

#### F 90, M 90
Řada F 90 se objevila v roce 1986 a nahradila předchozí řadu F 9. Kabina F-90, která tentokrát dala sérii oficiálně jméno, byla kompletně přepracována, přičemž design úzce vycházel z jejího předchůdce. Nejvýraznějším poznávacím znamením jsou blinkry, které se přesunuly níže do nárazníku. V roce 1986 byly tečky mezi písmeny v logu („MAN“ místo „M·A·N“) vynechány. Různé modely byly postupně uváděny až do roku 1988. Všechny modely F-90 dostaly novou generaci motorů vyvinutou z jejich předchůdce. Některé z těchto inovací sloužily už předchůdcům od roku roku 1985. Nejsilnější motor měl nyní výkon 460 koní, což zpočátku poskytovalo MANu nejvyšší výkon mezi evropskými silničními kamiony; později se zvýšil na 500 koní. Motory této řady lze identifikovat podle čísla modelu končícího na 2.
Kromě toho byl M 90 nyní k dispozici jako samostatná řada ve středně těžké hmotnostní třídě.
Co se týče technologie motoru, první generace používala ještě motory z řady F 9. Řadové šestiválce byly k dispozici o výkonu 290, 330 a 360 k. Motorová řada byla doplněna o motor V-10 o výkonu 460 koní. Tyto motory byly nahrazeny druhou generací, která byla později použita u řady F 2000. Motor o výkonu 320 k měl pět válců v řadě, 422 k měl šest válců a nejvyšší model (verze 500 k) byl motor V-10.
Model F 90 v současné době vyrábí pouze firma Shaanxi.

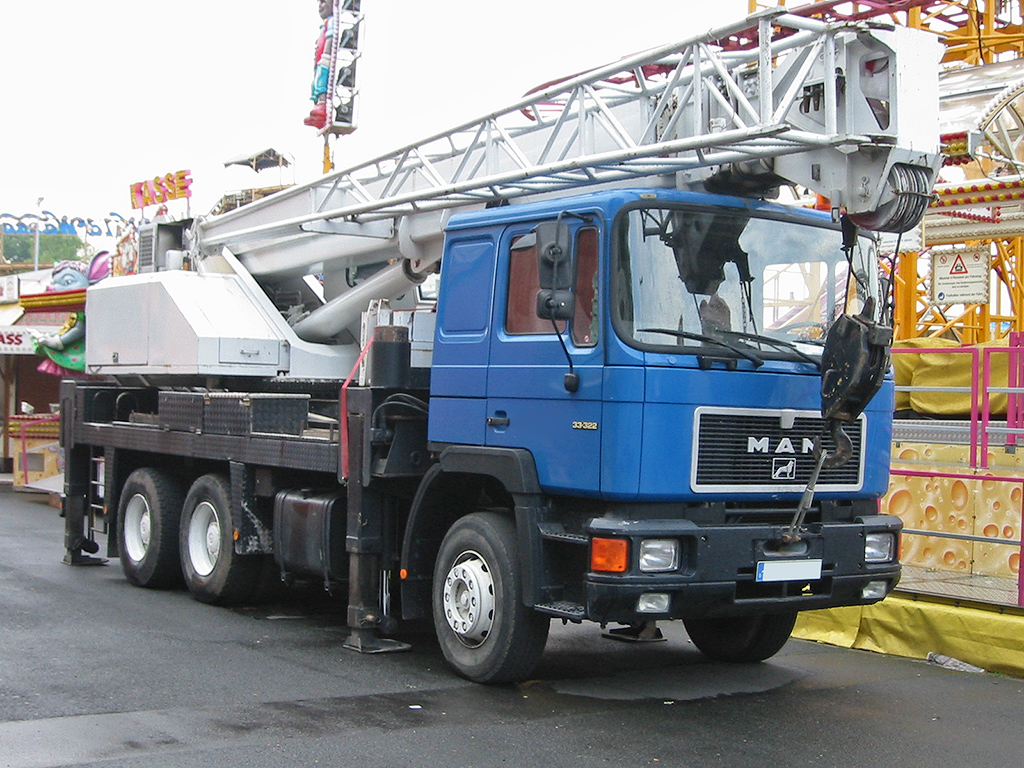
F 90 (Typ 33.332)
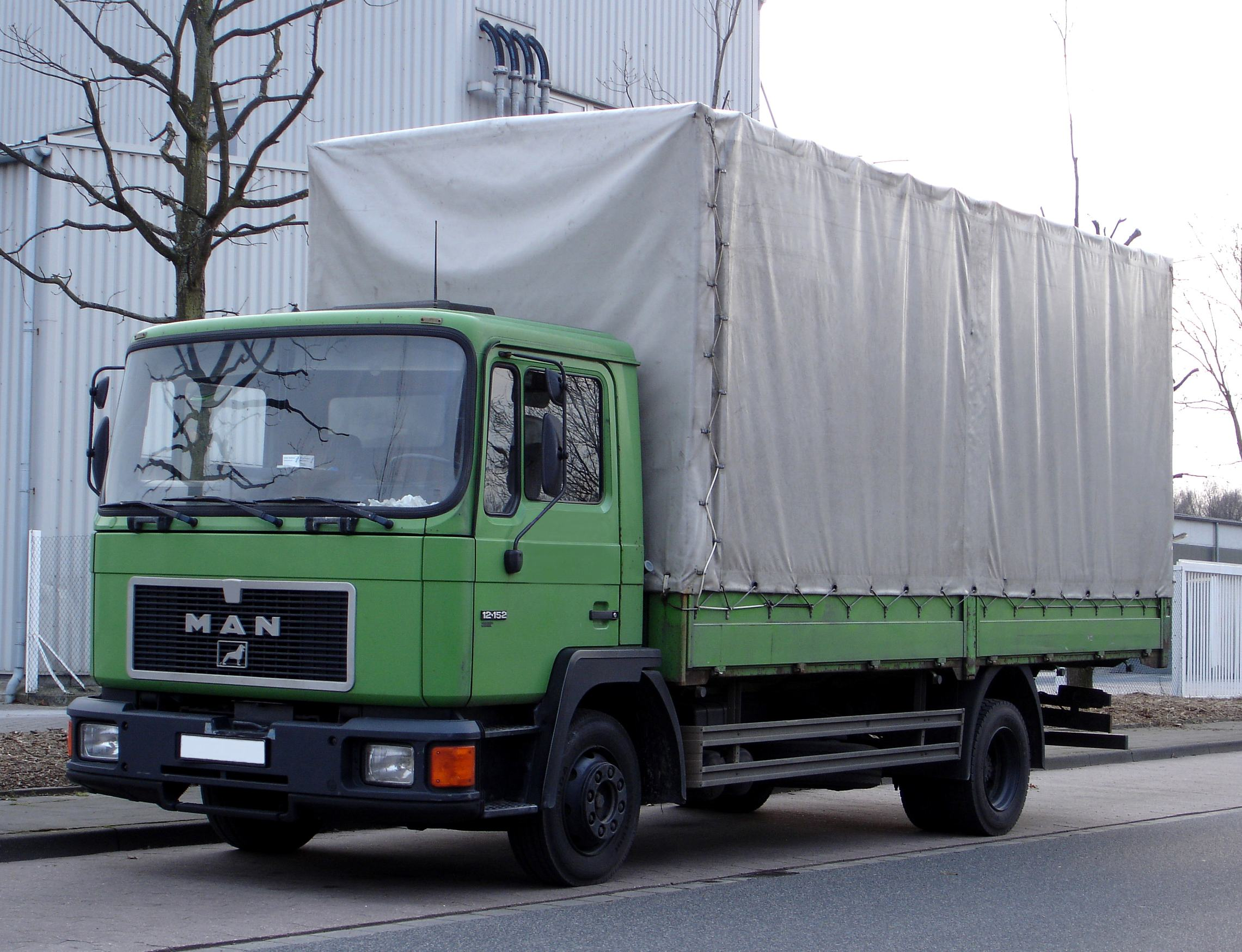
M 90

#### F 2000, F 2000 Evo, M 2000
Od roku 1994 byla těžká řada F 90 nahrazena řadou F 2000 (rozpoznatelná např. podle upravených – nyní čtyř samostatných – světlometů, nových předních nárazníků a nového tlumiče výfuku) – od roku 1998 vystřídána řadou „F 2000 E“ (evoluce, vynechán chromovaný rámeček kolem masky chladiče). U F 2000 E byla poprvé testována nová technologie (palubní počítač), která byla standardem u nástupnického modelu TGA. Středně těžká řada M 90 byla od roku 1996 nahrazena řadou M 2000, od roku 2000 známou jako „ME 2000“, přičemž zákazník si mohl vybrat mezi kabinou z těžké a lehké řady.
Vozidla LE 2000 a ME 2000 se až do ukončení výroby v roce 2007 vyráběla v závodě MAN ve Steyru.
F 2000 v současnosti montují dvě společnosti. Model je vyráběn a montován jako MAN F 2000 a jako Youngman F 2000 firmou Jinhua Youngman Vehicle a jako Shaanxi F 2000 firmou Shaanxi Heavy-duty Automobile Group v Číně. Shaanxi také dodává plně rozložené stavebnice do Spojených arabských emirátů, kde je model montován a nabízen pod značkou Shacman Motors.

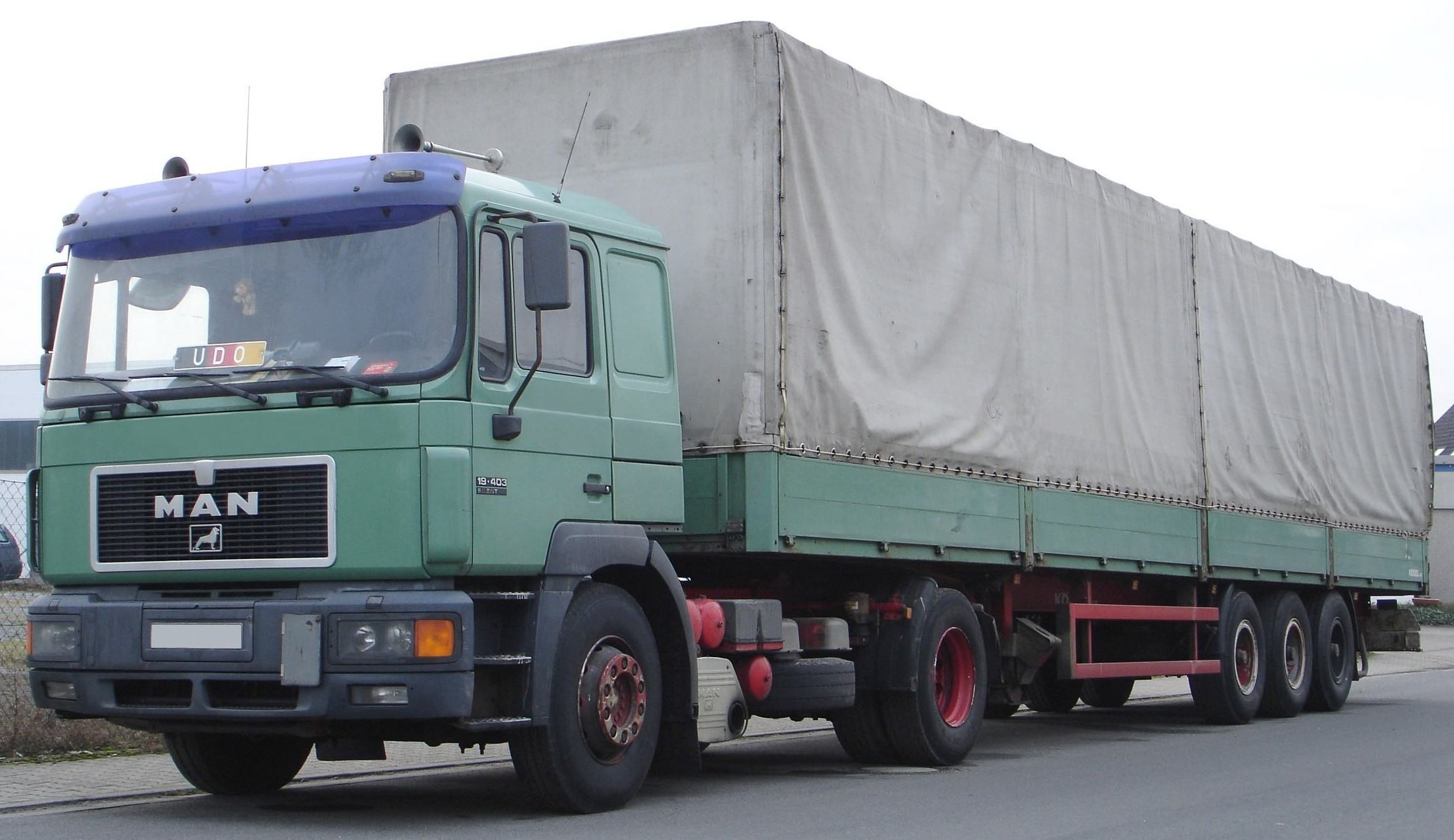
F 2000 vyráběný od roku 1994
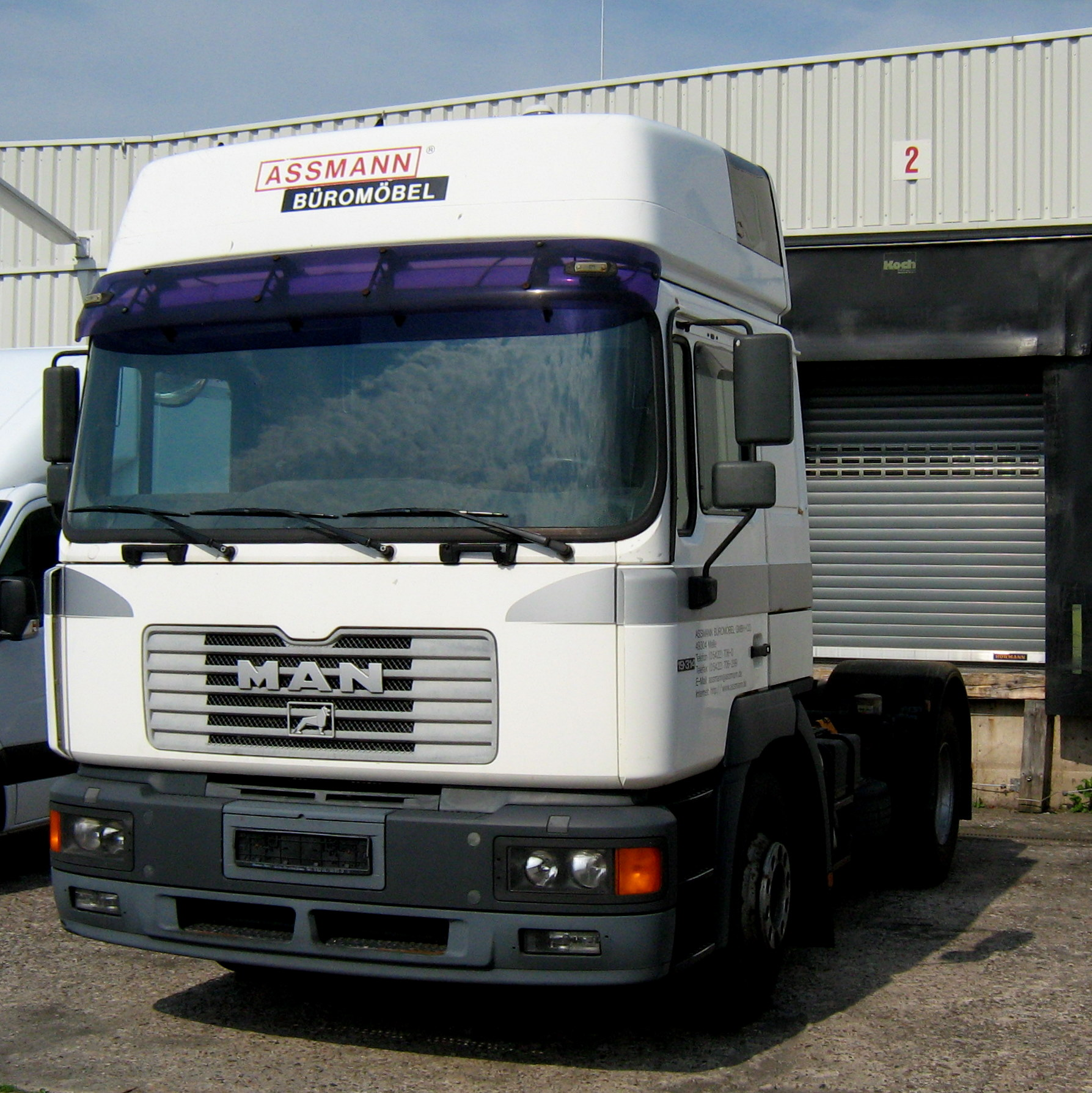
F 2000 z roku 1998
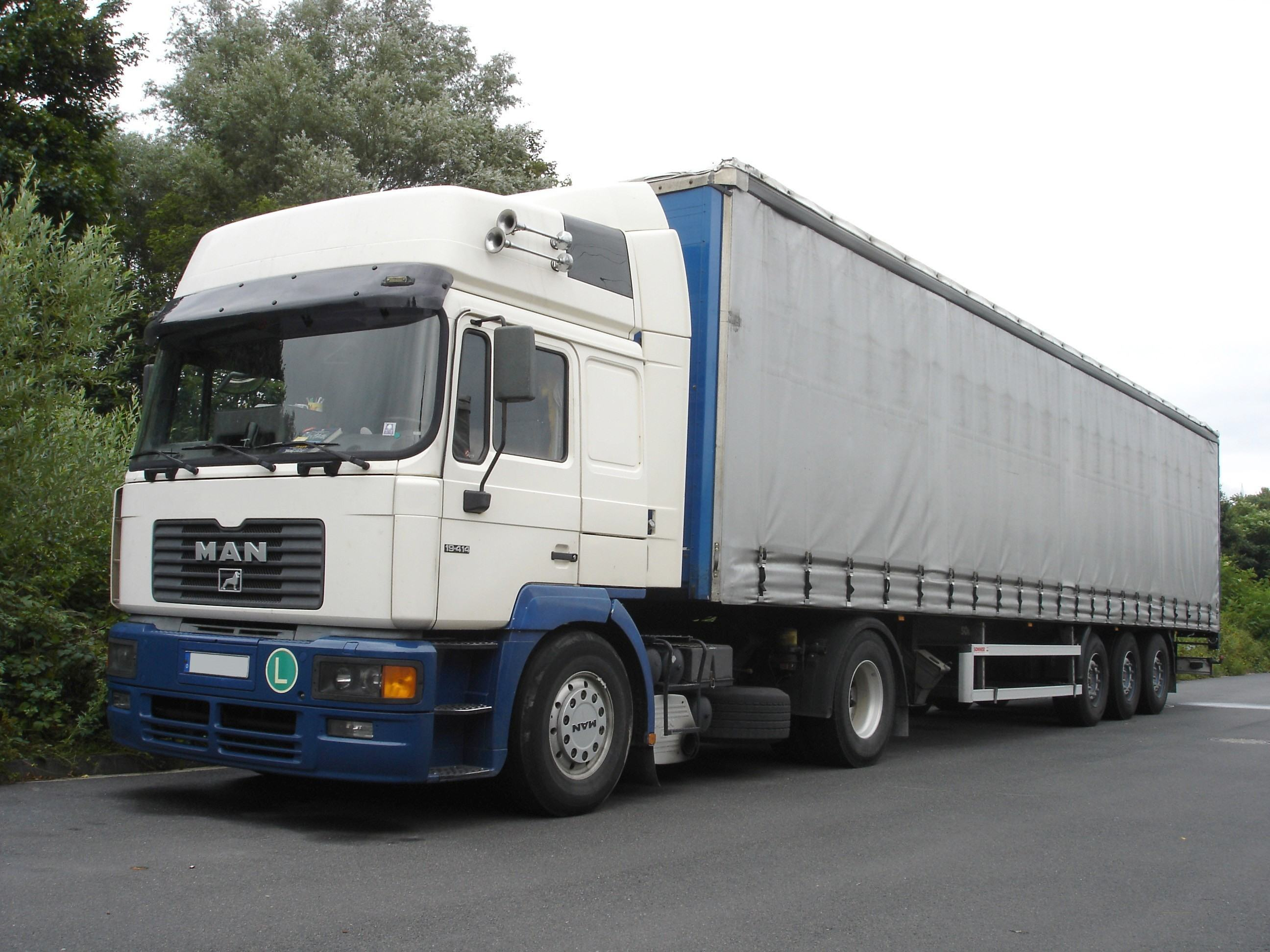
F 2000 Evo
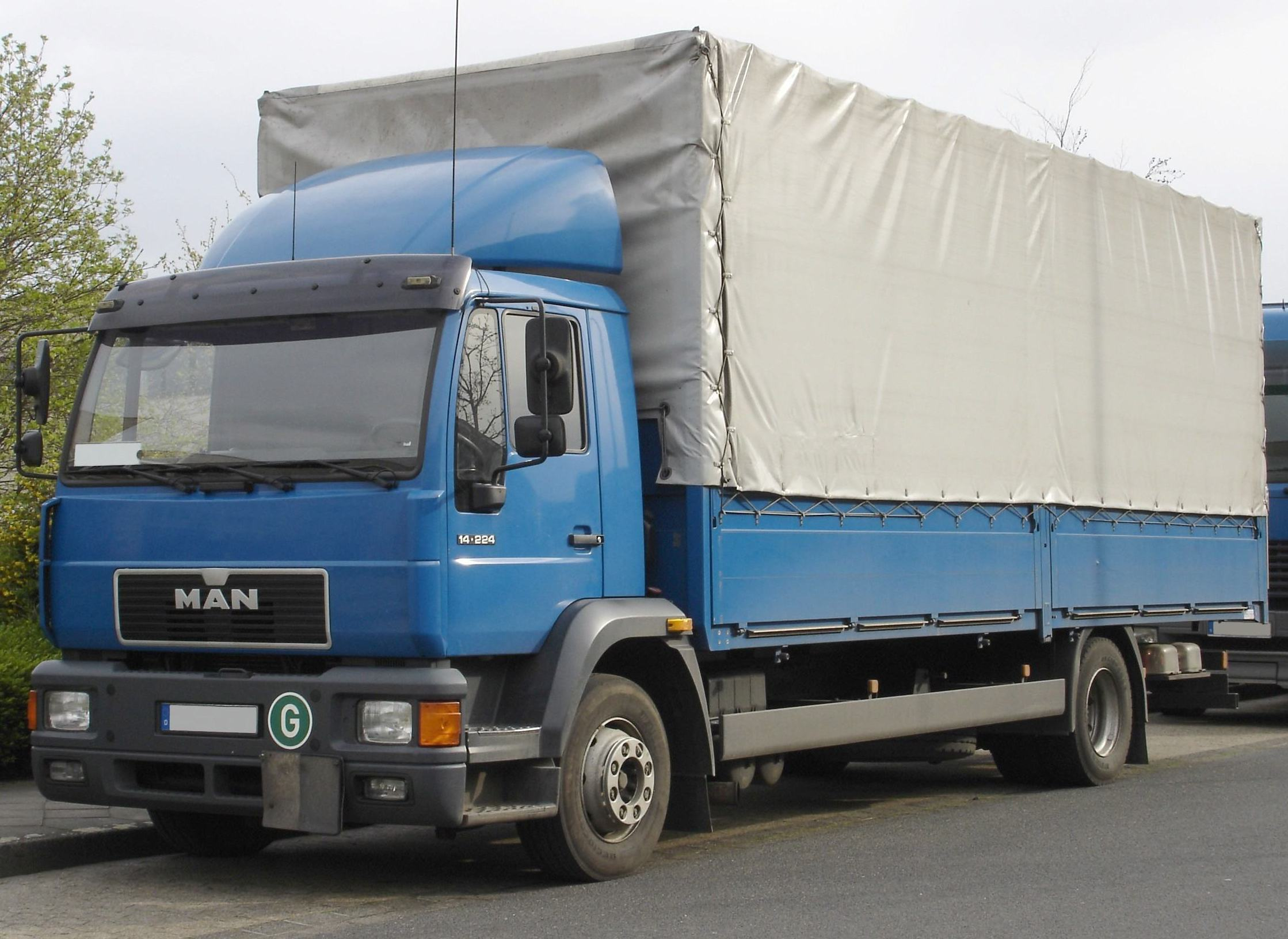
M 2000 L (s kabinou lehké třídy)

#### TGA
Od roku 2000 se těžký model MAN nazývá TGA "M" = úzký, krátký s tunelem motoru, "L" = úzký, dlouhý s tunelem motoru, "LX" = úzký, dlouhý s tunelem motoru a vysokou střechou, " XL“ = široký, dlouhý s tunelem motoru a „XXL“ = široký, dlouhý s tunelem motoru, vysokou střechou a velkým čelním sklem („omnibusové okno“), které je od roku 2006 k dispozici také u kabiny „XLX“ (široký, dlouhý, s tunel motoru, vysoká střecha a „normální“ velké čelní sklo). Výška je odvozena z verze LX a šířka z verze XXL.
Zpočátku se s názvem modelu zacházelo podobně jako u posledních modelů F-2000 Evo. Například dvounápravový tahač s výkonem 460 koní měl na dveřích TG 460 A. To bylo později změněno, aby bylo možné číst TGA 19.460.
Silniční varianty TGA měly poprvé kotoučové brzdy na všech nápravách.
Všechna vozidla byla poháněna šestiválcovými motory D28 (starý 10válcový motor do V s nyní 660 k byl k dispozici také pro použití u těžkých strojů), které byly použity již v revidované předchozí řadě F2000 „Evolution“. Jednalo se o motory, které měly zdvihový objem cca 12 l pro výkony 310, 360 nebo 410 koní a 12,6 l pro 460 nebo 510 koní, přičemž vrcholný motor s výkonem 510 koní byl poprvé použit u TGA a výhradně s ním nové automatizované řazení A/S Tronic nebo Eurotronic od ZF (společný vývoj mezi ZF a IVECO). Všechny motory měly elektronicky řízené řadové vstřikovací čerpadlo. V roce 2004 představil MAN vstřikování common rail. Dvě verze s větším zdvihovým objemem starého motoru D28 byly zvýšeny na 480 a 530 koní. Pro níže uvedené výkonové úrovně byly použity zcela nově vyvinuté motory z řady D20 o zdvihovém objemu pouhých 10,5 litru, které byly nyní k dispozici s 310, 350, 390 a 430 k. V roce 2006 jednotky D20 zaznamenaly malý nárůst výkonu o 10 koní. V roce 2007 byly dva velké motory D28 common rail nahrazeny nově vyvinutými motory D26 o zdvihovém objemu 12,4 l, ale velmi podobné D20. Výkon menšího zůstal na 480 koních, většího vzrostl na 540 koní.

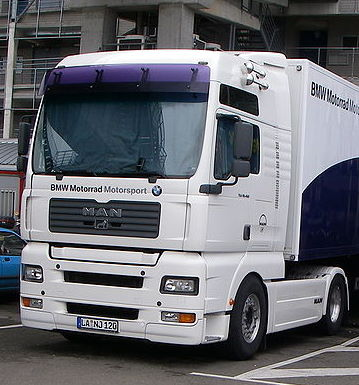
TGA XXL, Typ vyráběný od roku 2000
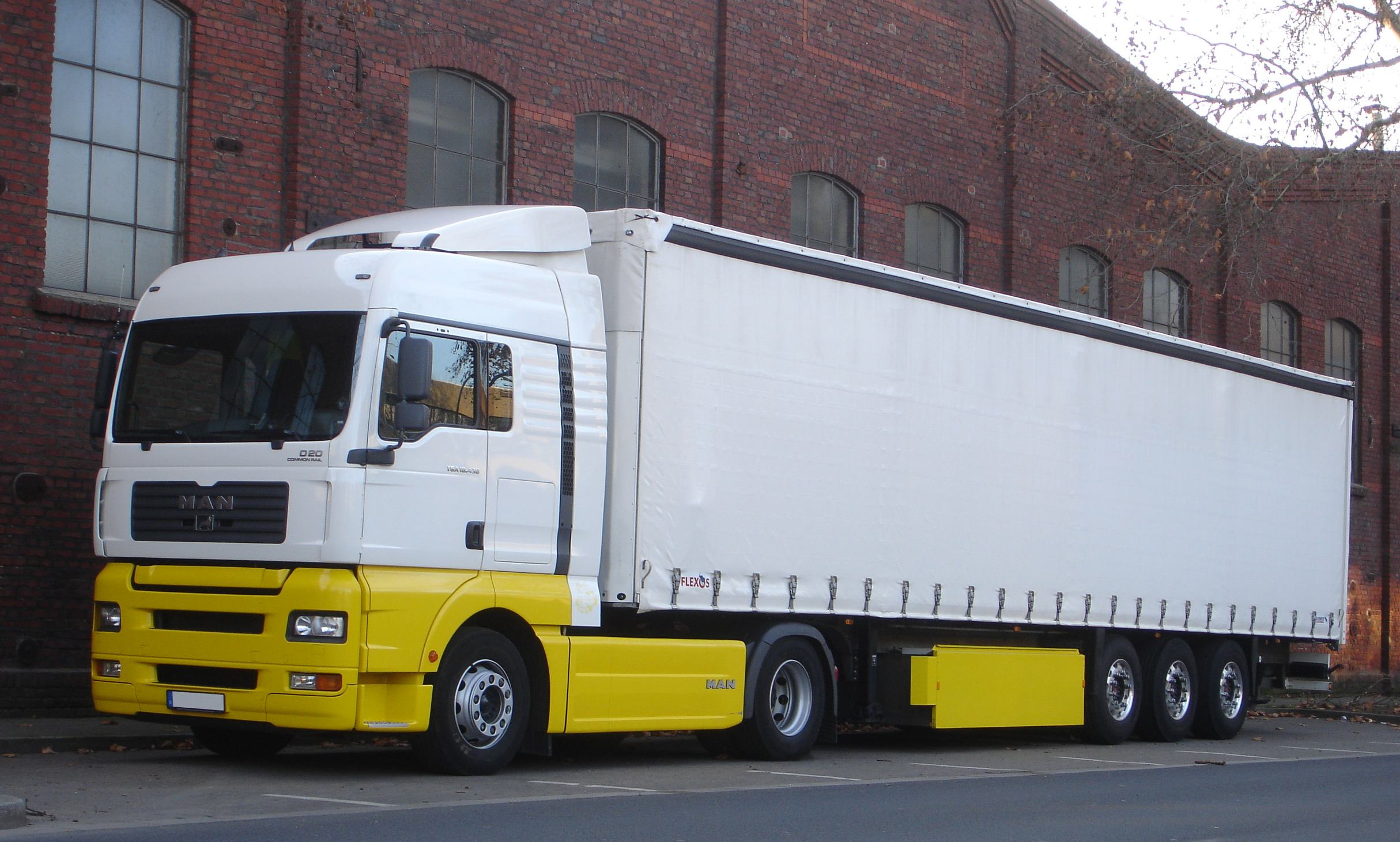
TGA XLX, rok výroby 2007 (zde bez sluneční clony)
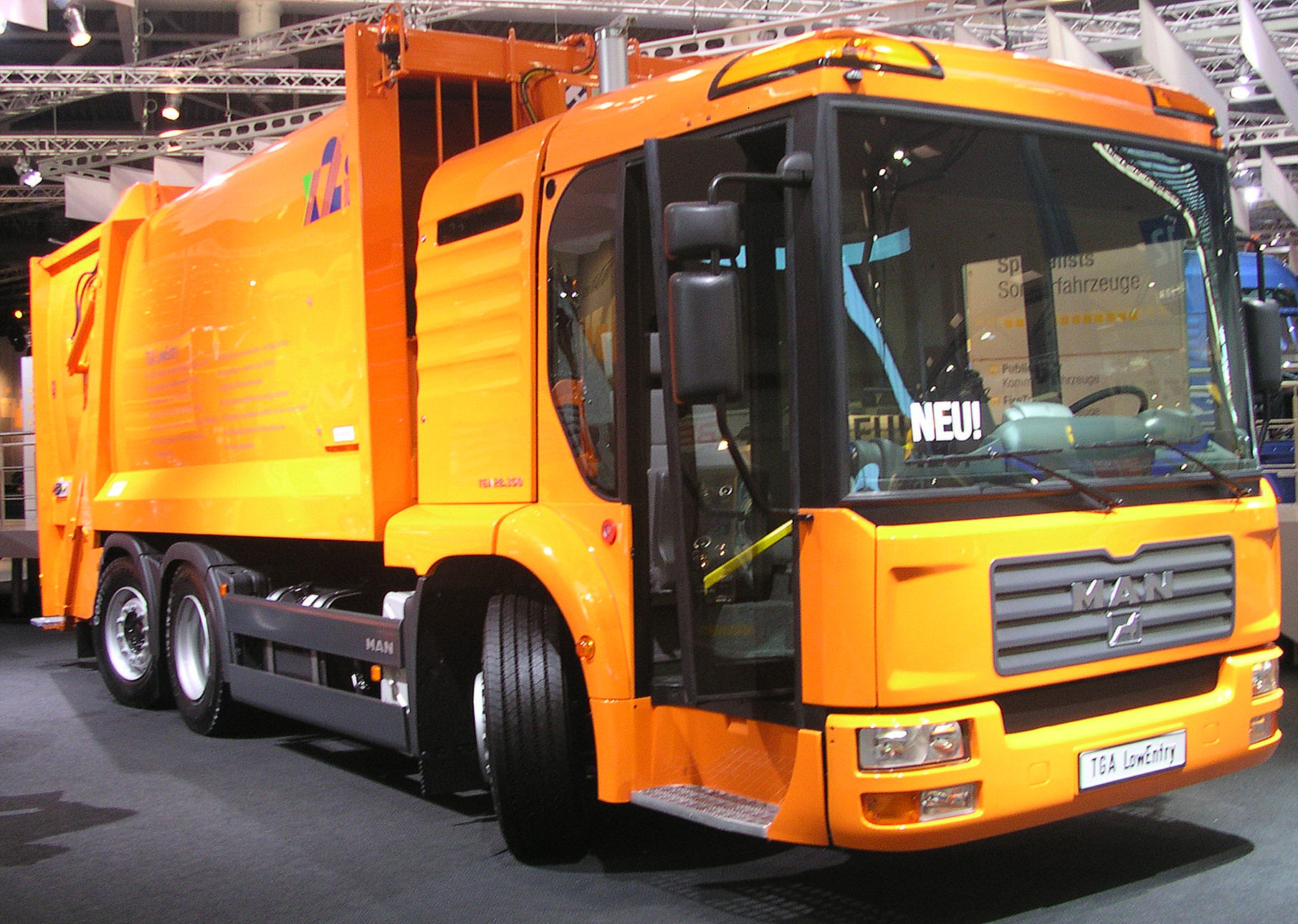
TGA „Low entry“ s komunálním podvozkem

#### TGM
Středně těžká řada od 13 do 26 t je od roku 2005 uváděna na trh jako MAN TGM. Design je založen na modelu TGA nebo pozdějších TGS/TGX. První facelift proběhl v roce 2008, kdy byla žebrovaná maska chladiče nahrazena hladkým povrchem s chromovanou lištou nad nápisem MAN a lvem MAN pod ním. Při druhém faceliftu v roce 2013 se lev přesunul také přes nápis.
Druhá generace TGM je na trhu od roku 2017. Pro ty jsou k dispozici pouze motory Euro 6. Vizuálně se pozná podle zepředu viditelných otvorů pro deflektory vedle masky chladiče, která byla opticky prodloužena i mezi světlomety.

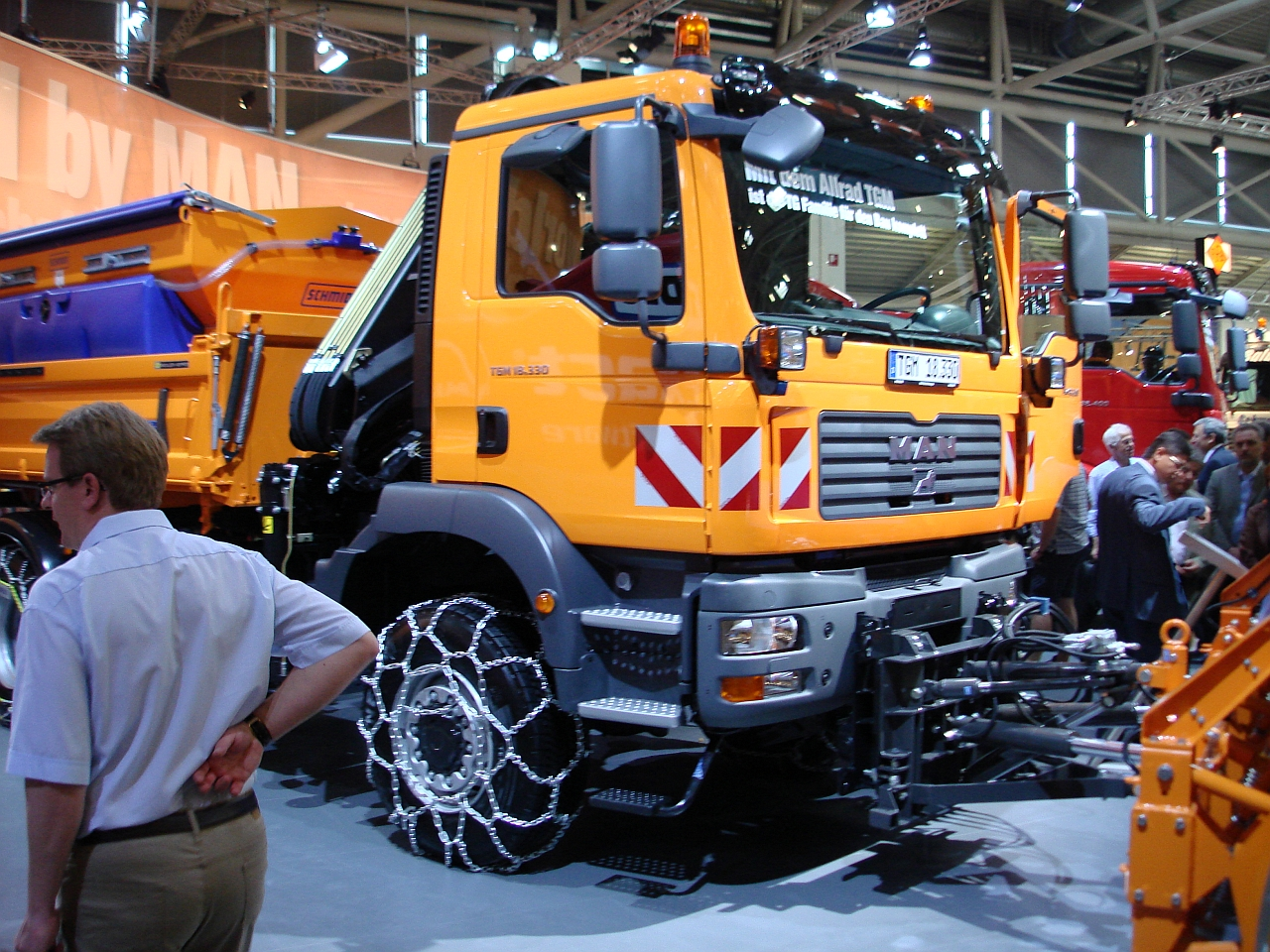
MAN TGM s pluhem
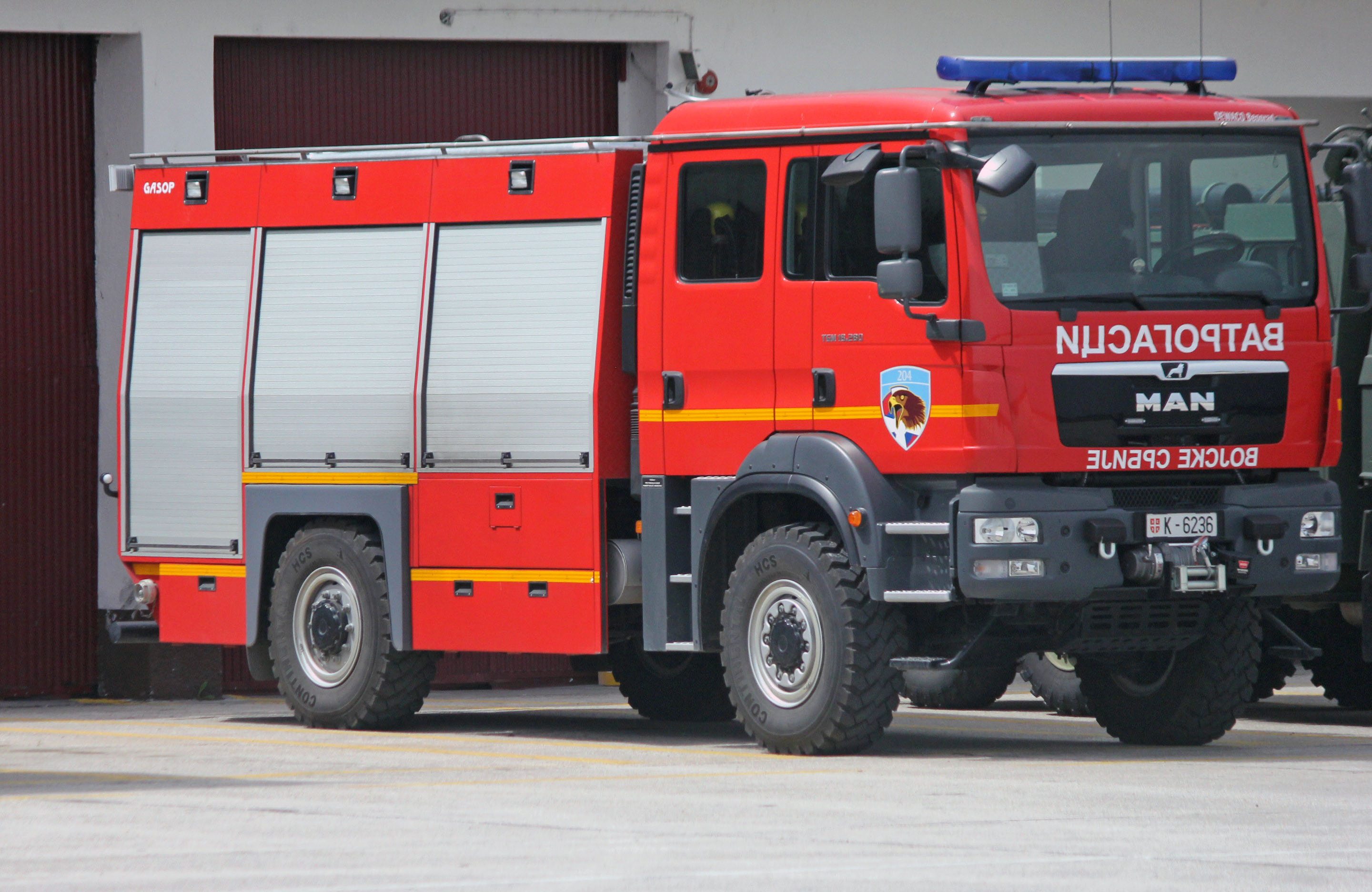
MAN TGM jako hasičský vůz v Srbsku
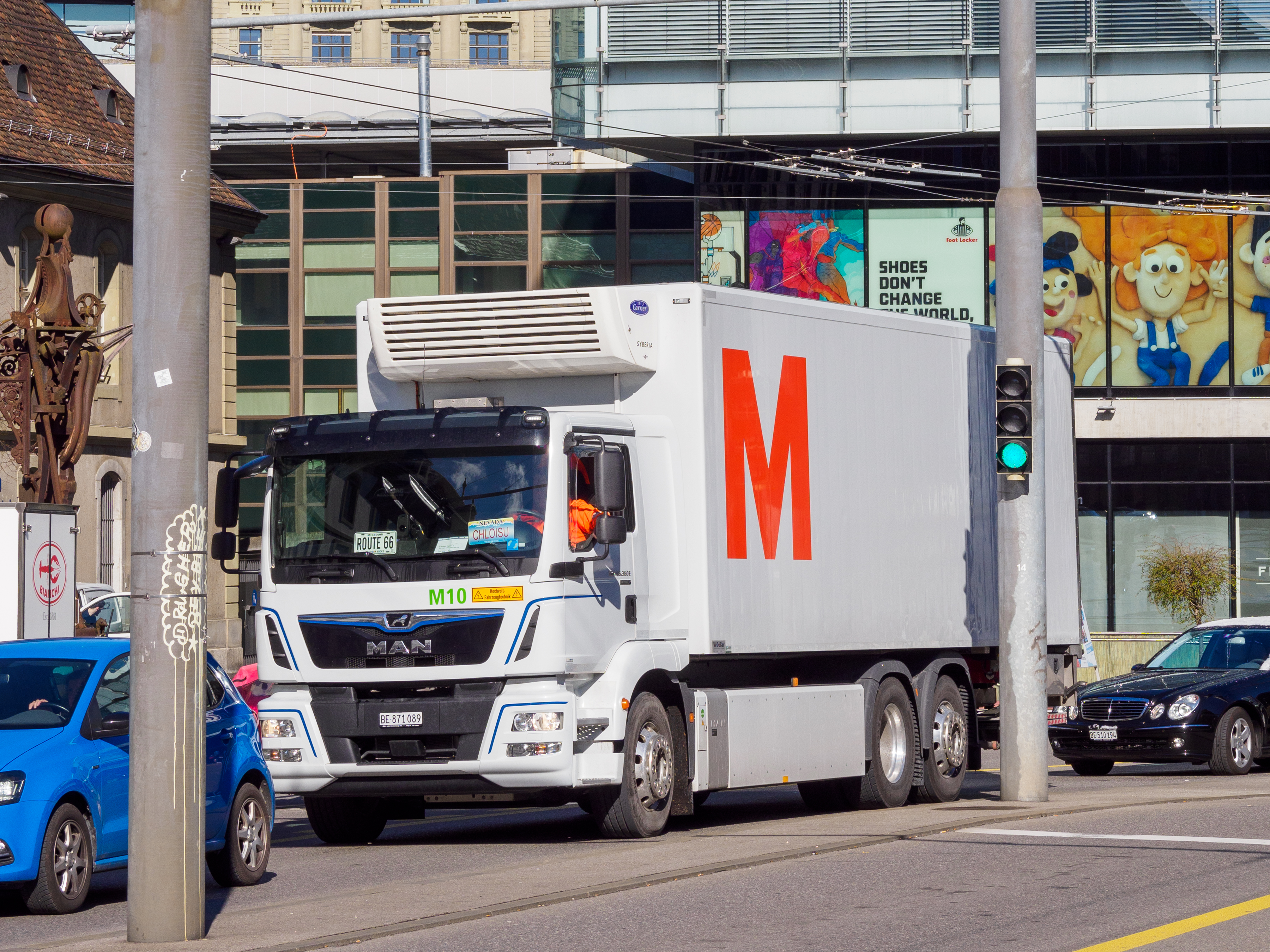
MAN TGM 26.360E na nádraží v Bernu

#### TGX a TGS
Jako nástupce řady TGA byla řada TGX poprvé představena veřejnosti na podzim 2007 na veletrhu AutoRAI v Amsterdamu. Tam získala ocenění Truck of the Year pro 2008. Od evropského tisku užitkových vozidel již posedmé. Kromě dalších technických změn bylo modernizováno stanoviště řidiče a kabina. Optimalizovaná aerodynamika snížila koeficient odporu vzduchu o 4 % a hladinu vnitřního hluku o 30 %. V závislosti na typu je nová řada také až o 120 kg lehčí. Tato vylepšení odpovídajícím způsobem snižují spotřebu nafty vozidla. Kromě řady TGX pro dálkovou přepravu (kabiny XL, XLX a XXL) byla představena řada TGS pro lokální a distribuční přepravu (kabiny M, L a LX).
Stejně jako všechny současné nákladní vozy MAN jsou motory v obou řadách vybaveny přímým vstřikováním common rail a s pomocí systému čištění výfukových plynů AdBlue již plnily emisní normu Euro 5, která je povinná od roku 2009. Motor TGX V8 (vrcholný model nové řady) má osm válců o celkovém zdvihovém objemu 16,2 litru. Jednotka přeplňovaná dvěma turbodmychadly generuje točivý moment 3000 Nm při 1400 otáčkách za minutu a poskytuje výkon 500 kW (680 k). S těmito hodnotami výkonu je TGX V8 jedním z nejvýkonnějších sériových nákladních vozidel v Evropě. Vozidlo s motorem známým jako D2868 je volitelně k dispozici s primárním retardérem MAN PriTarder integrovaným do vodního okruhu. Funguje bezúdržbově, váží pouhých 30 kg a nabízí brzdný výkon až 600 kW, který je k dispozici i při pomalé jízdě, například na staveništích.
Stejně jako TGX i menší bratr TGS využívá vznětové motory D20 a D26 common rail známé již z předchůdce TGA. Výkonové spektrum začíná na 235 kW (320 k) a končí na 397 kW (540 k). Pestrá řada zahrnuje širokou škálu kol a náhonů, od 4×2 do 8×8, stejně jako tonáže od 18 do 41 tun. MAN PriTarder je k dispozici také pro TGS.
Designový koncept řad TGX a TGS získal ocenění Red Dot: Product Design 2008 (Red Dot: Best of the Best)

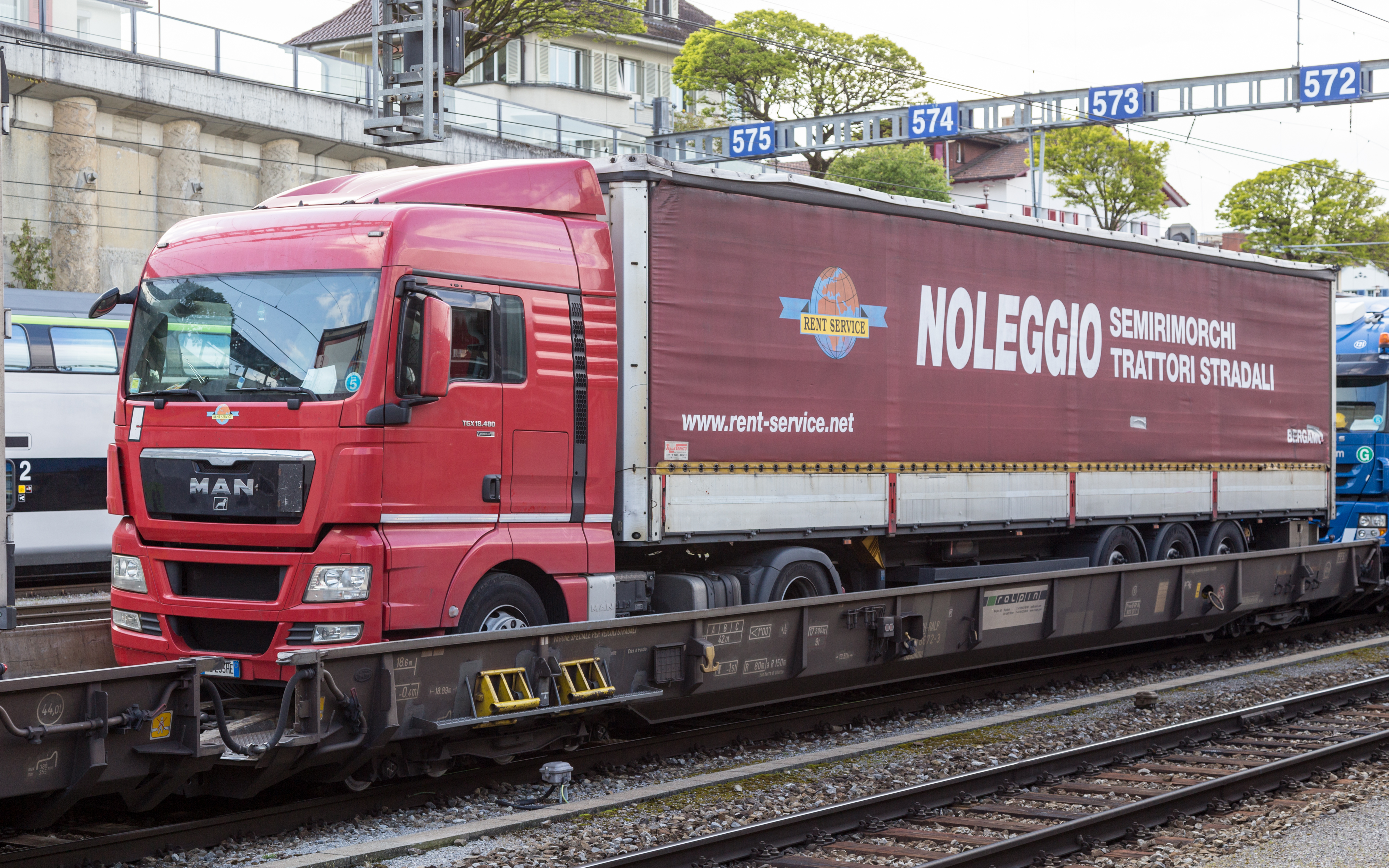
MAN TGX 18.480 modelový rok 2007
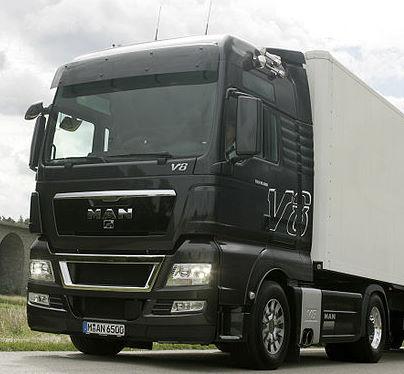
MAN TGX 18.680, V 8
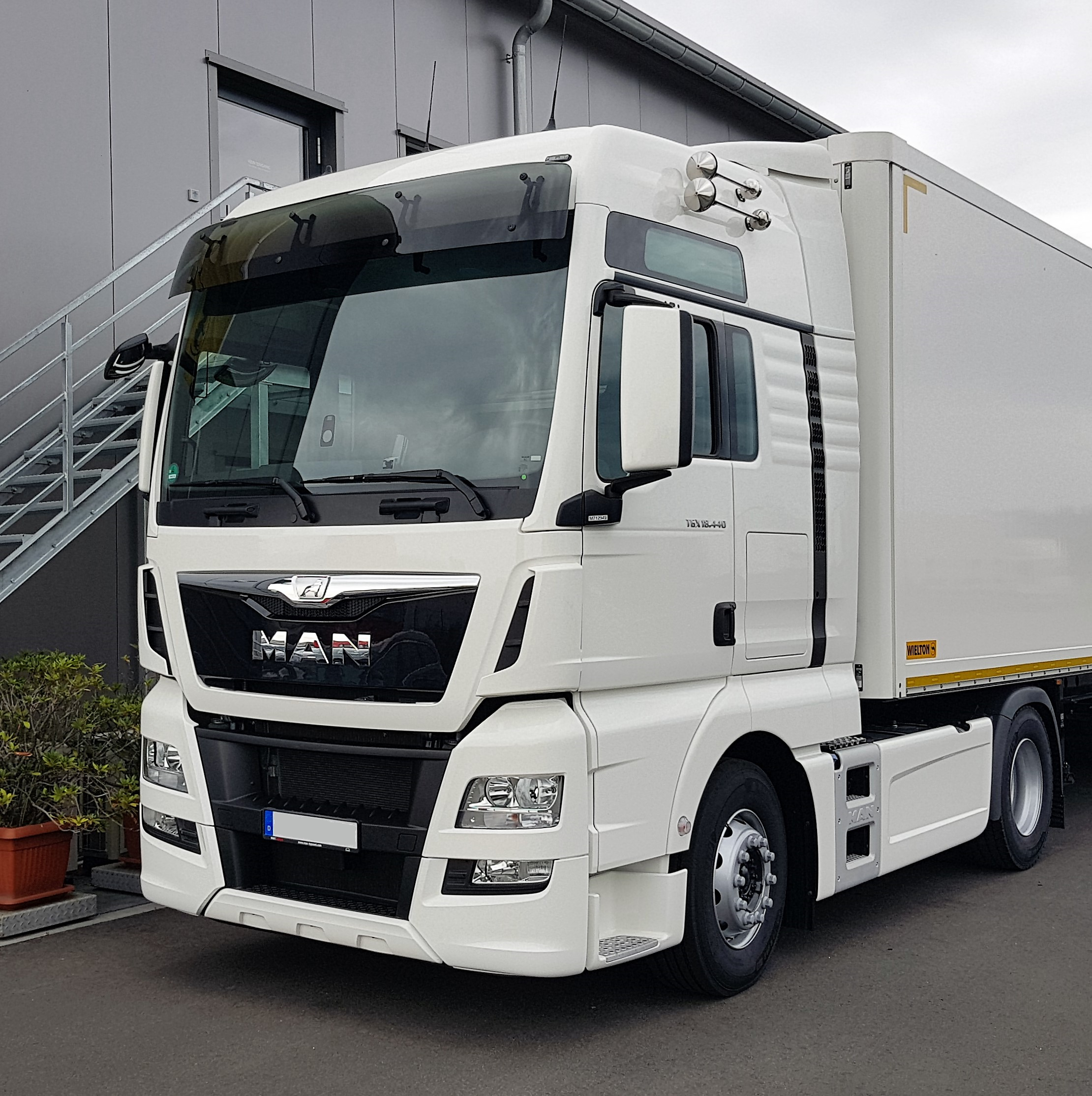
MAN TGX modelový rok 2017
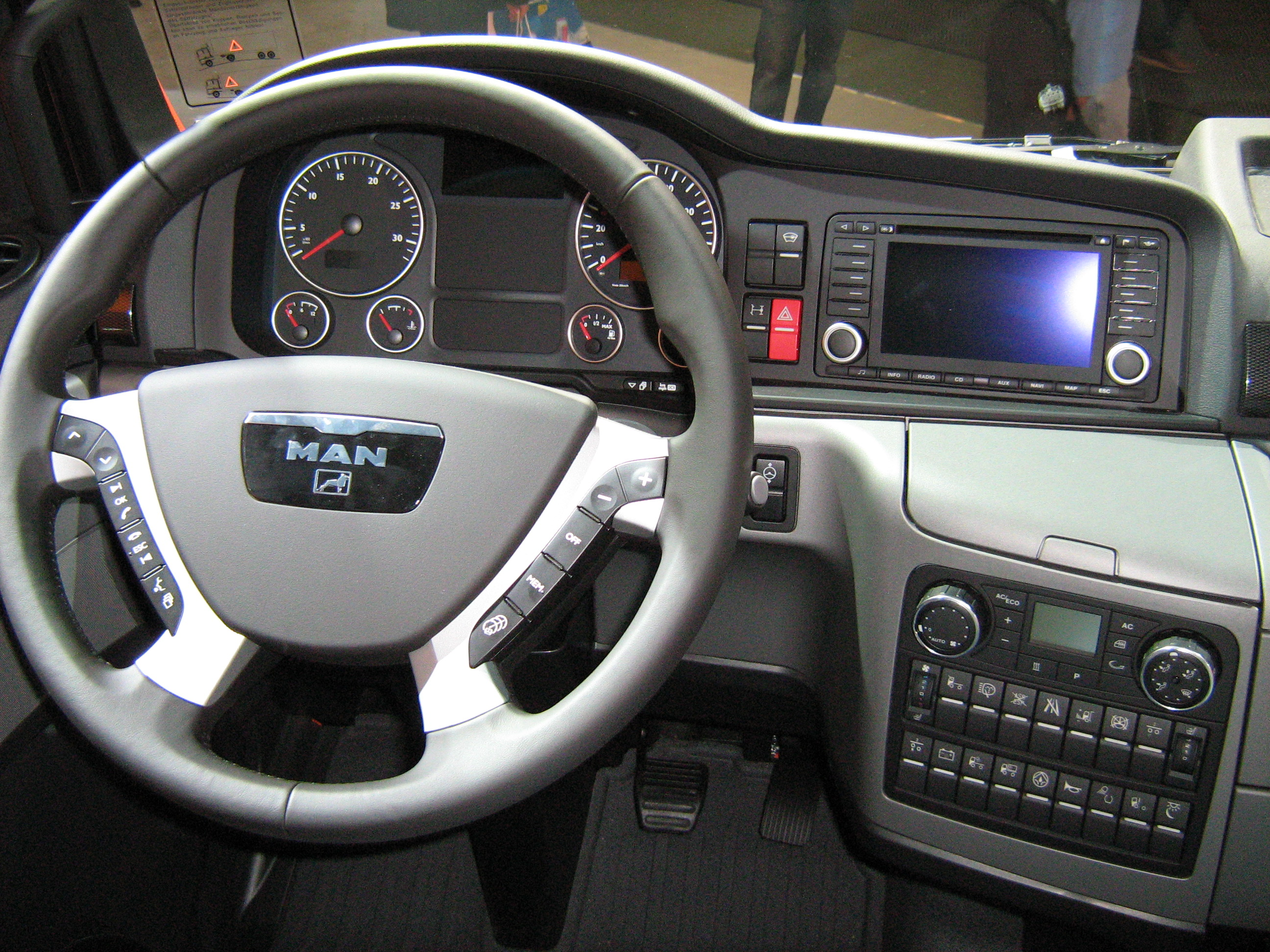
MAN TGX
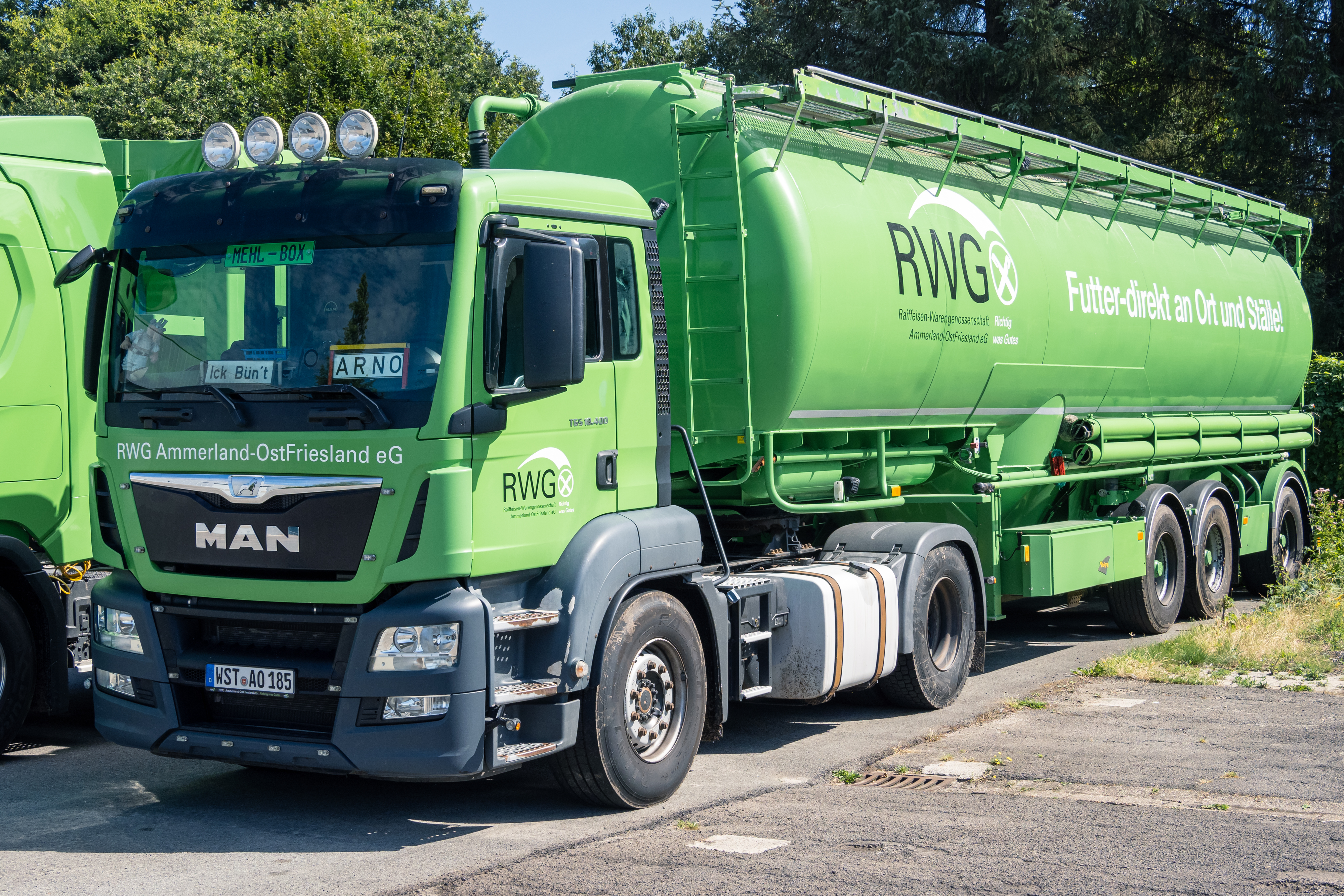
MAN TGS 18.400
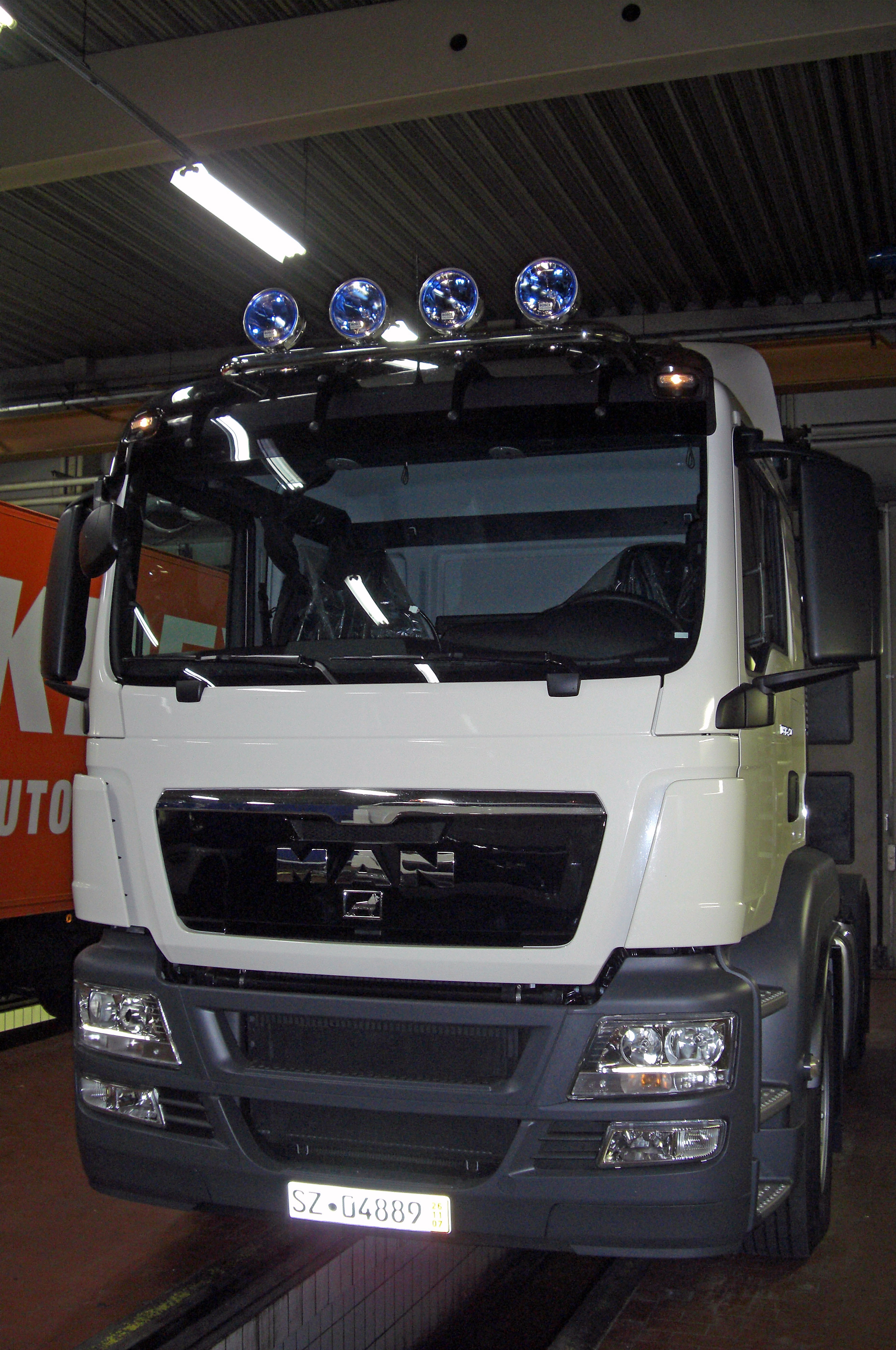
MAN TGS 18.440
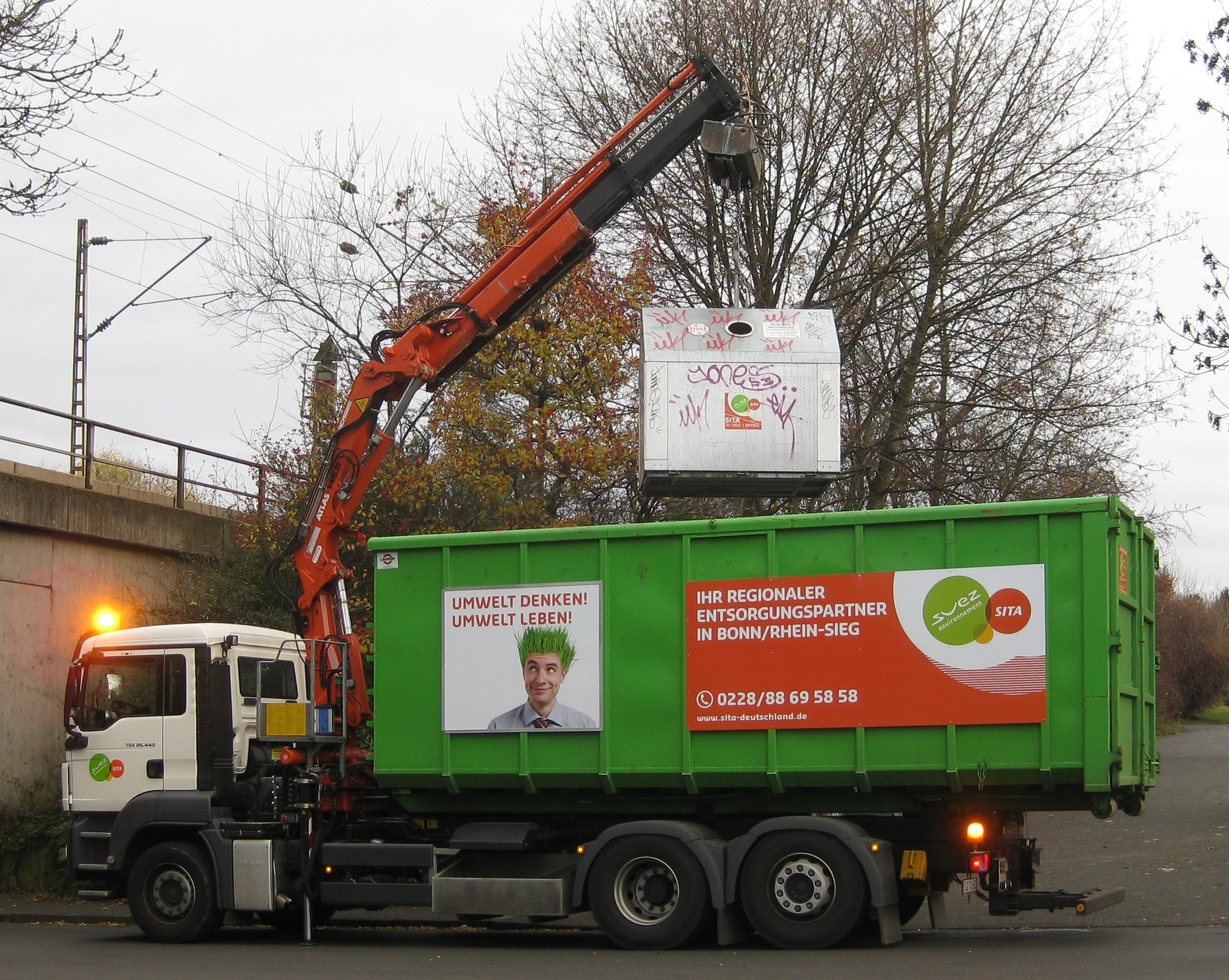
MAN TGS 26.440
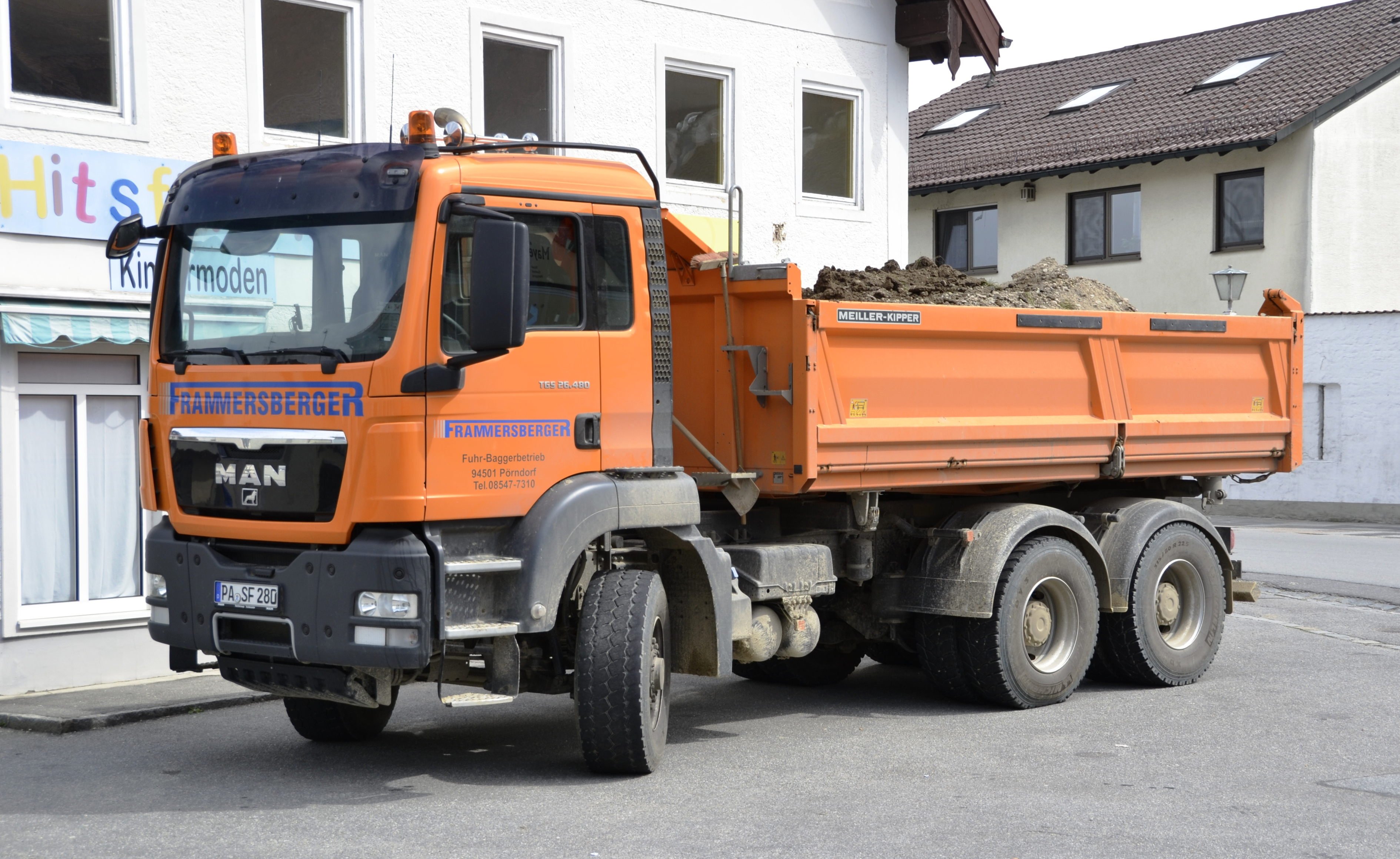
MAN TGS 26.480
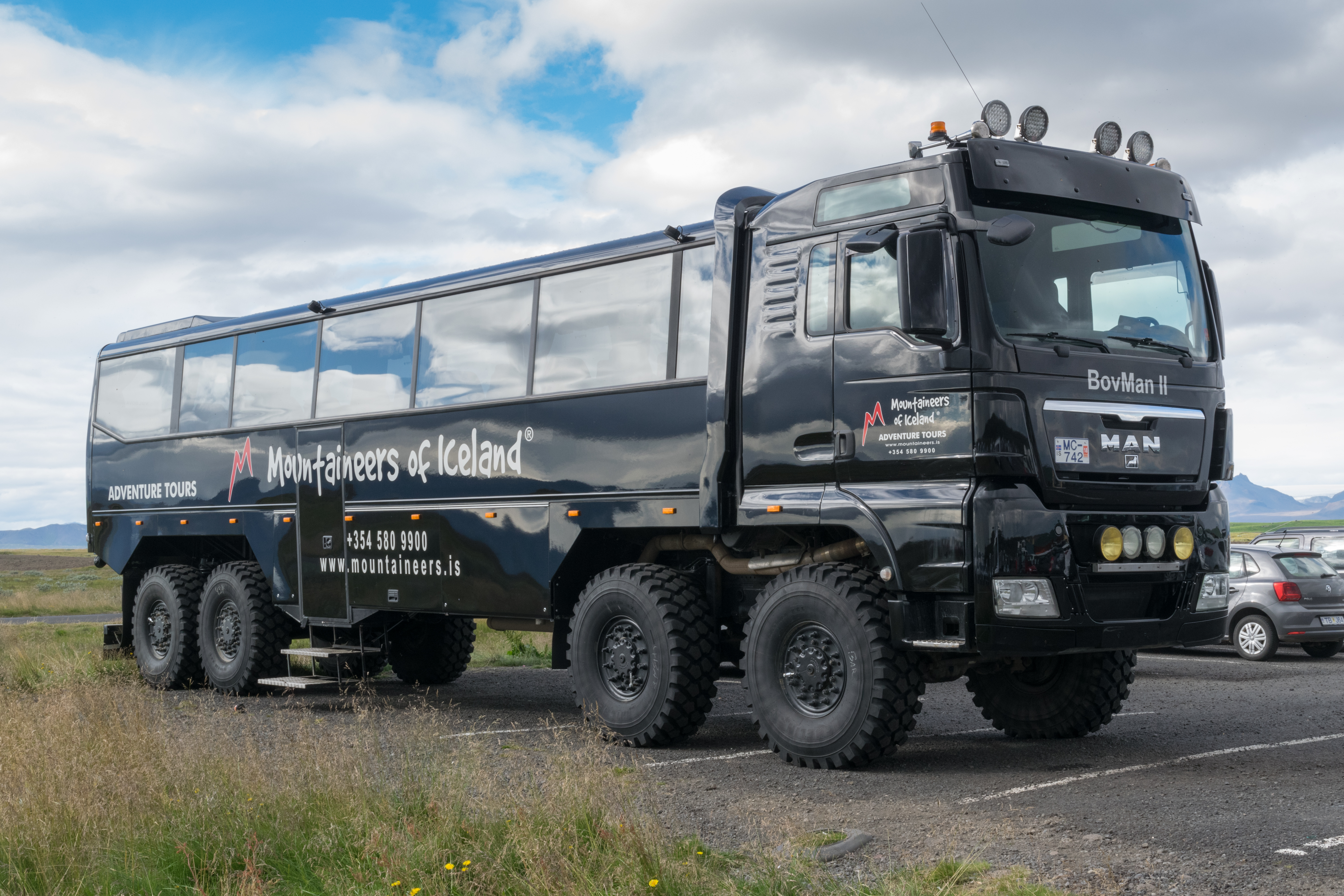
Expediční autobus na Islandu

### MAN-Büssing
Po převzetí konkurenční firmy Büssing v roce 1971 zařadil MAN některé modely nákladních vozů a autobusů od Büssingu do vlastního programu a po navázání na předchozí název až do konce roku jej od 1. ledna 1972 nabízel pod dvojím názvem „MAN-Büssing“. Tato vozidla však již byla registrována jako výroba MAN u Federálního úřadu pro motorovou dopravu. Zatímco stále velmi moderní autobusy Büssing a nákladní vozy s podpodlažním motorem (s ležatými válci) zůstaly v programu téměř beze změn, výroba kapotovaných vozů s konvenčními řadovými motory byla v tomto roce ukončena. Po roce 1973 byla předchozí kabina nákladního vozu Büssing zpočátku nahrazena kabinou srovnatelných modelů MAN, zatímco technický návrh motorů v rámu ("pod podlahou") firmy Büssing zůstal prozatím v programu a několik let v něm pokračoval sám MAN. Po přechodném období zmizel z vozidel „MAN“ v roce 1979 název „Büssing“, kde místo dvojitého názvu „MAN-Büssing“ stál pouze název „MAN“. Braunschweigského lva - logo společnosti Büssing však stále najdete v modernizované podobě jako součást loga MAN a na masce chladiče užitkových vozů MAN.

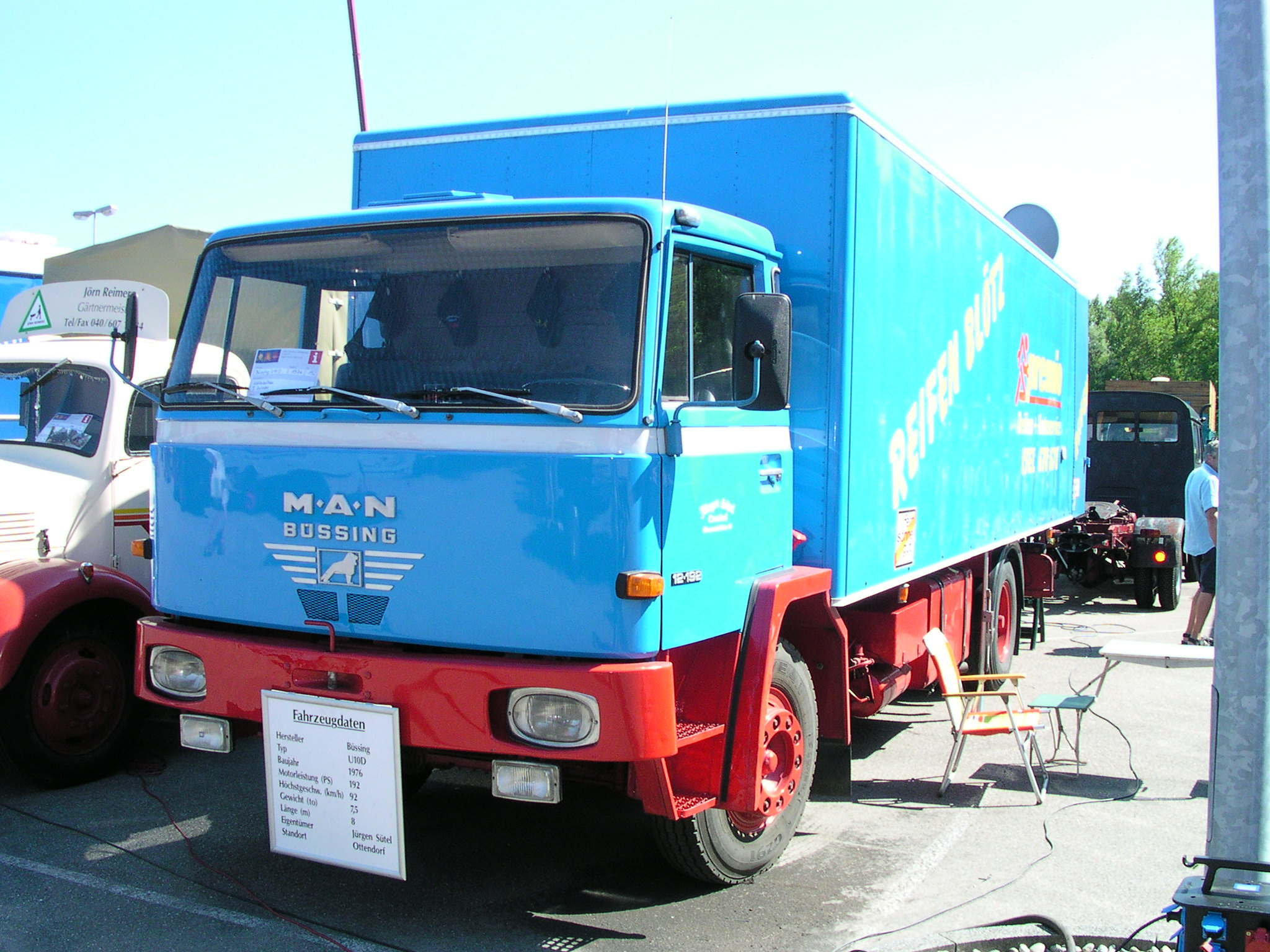
MAN-Büssing 12.192 U (rok výroby 1976, 192 k) s motorem "pod podlahou" a ještě s kabinou Büssing
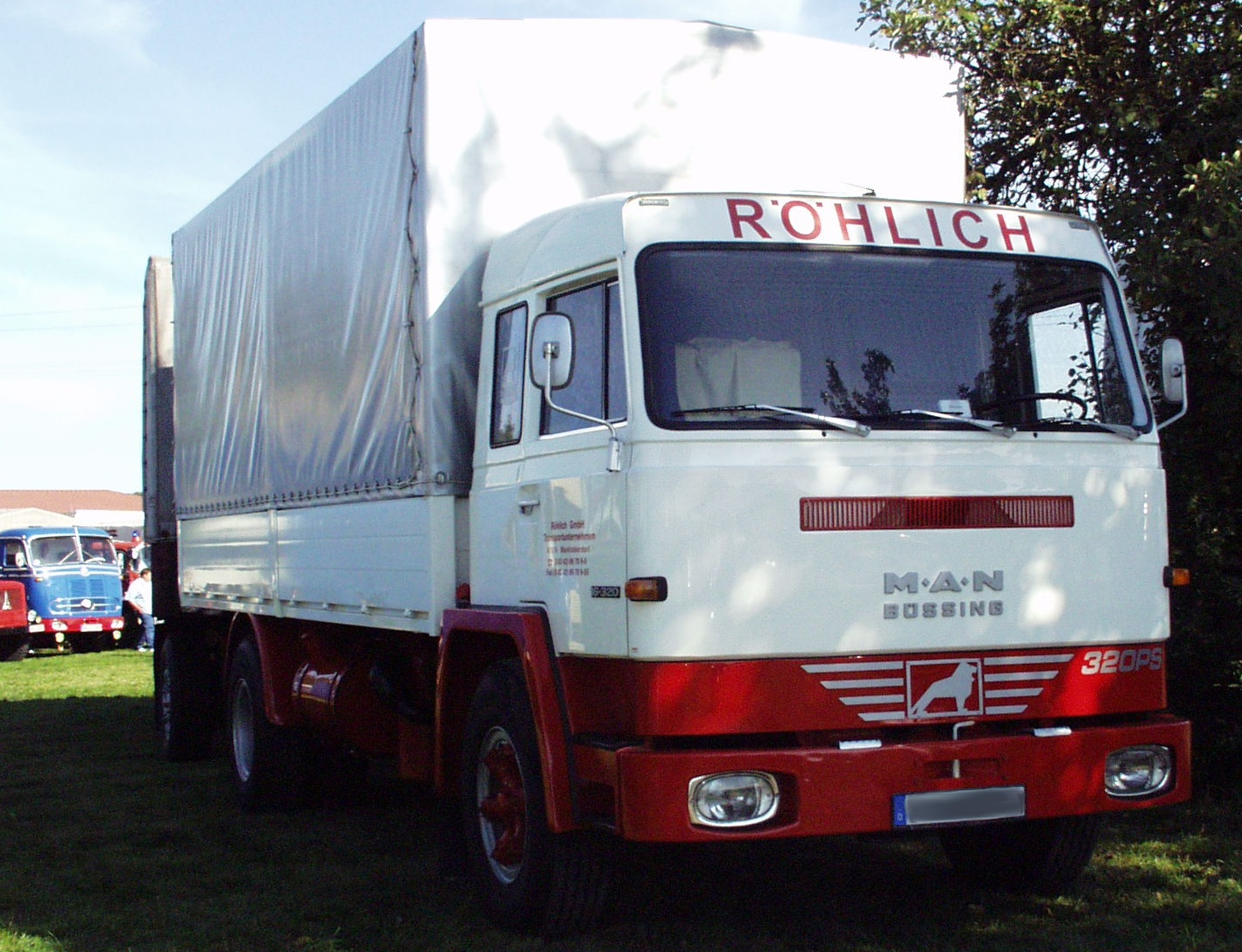
MAN-Büssing 16.320 U (320 HP) s motorem pod podlahou a ještě s kabinou Büssing
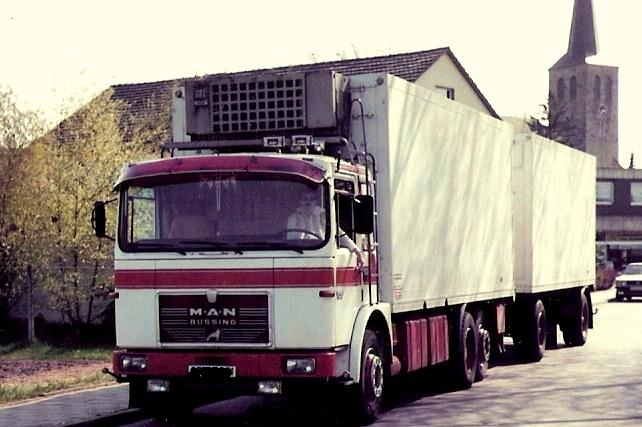
MAN-Büssing 22.320 U (320 HP) s motorem pod podlahou a již s kabinou MAN
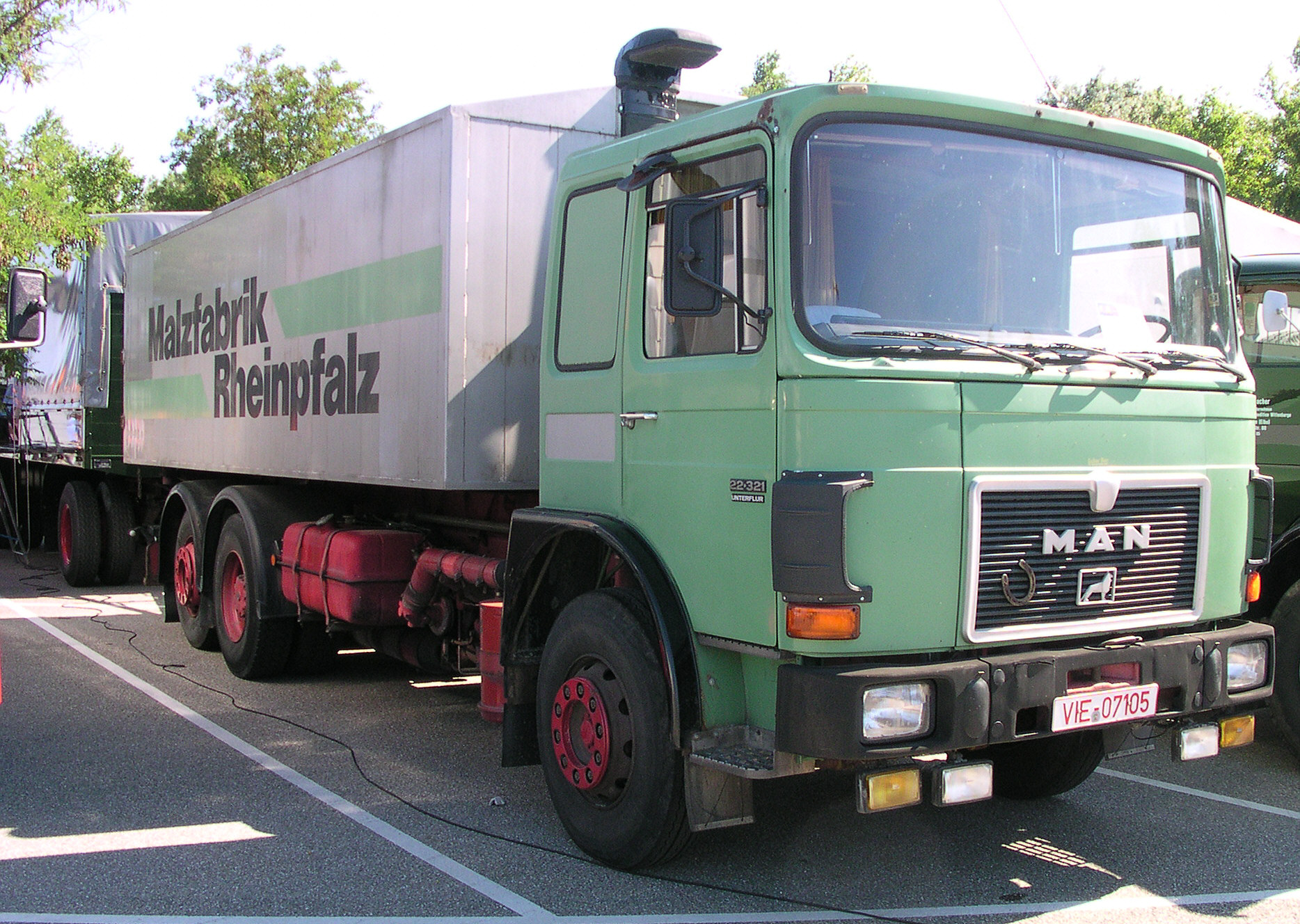
Nákladní vůz MAN s motorem pod podlahou – konstrukce firmy Büssing pokračovala ještě několik let